# アーサー・ウェルズリー (初代ウェリントン公爵)
初代ウェリントン公爵アーサー・ウェルズリー（英: Arthur Wellesley, 1st Duke of Wellington, KG, GCB, GCH, PC, FRS、1769年5月1日 - 1852年9月14日）は、イギリスの軍人、政治家、貴族。
ナポレオン戦争で軍功を重ね、最終的に1815年のワーテルローの戦いでは同年齢のナポレオンと会戦し、彼を打ち破った軍人として知られる。状況に応じた戦いを周到に行う名人だった。軍人としての最終階級は陸軍元帥 (Field-marshal) 。
トーリー党（保守党）の政治家としても活躍し、ジョージ4世とウィリアム4世の治世中、2度にわたって首相を務めた（在職1828年-1830年、1834年）。ヴィクトリア朝前期にも政界の長老として活躍した。
「鉄の公爵」（Iron Duke）の異名をとる。

## 概要
アイルランド貴族の初代モーニントン伯爵ギャレット・ウェズリーの三男としてアイルランド王国首都ダブリンに生まれる（→出生 (1769年)）。イートン校に通った後、フランスの士官学校を卒業する（→学業 (1781年-1787年)）。1787年にイギリス陸軍に入隊（→初期の軍歴 (1787年-1793年)）。1794年にはフランス革命戦争のベルギー・オランダ戦線でイギリス軍の退却作戦を支援して活躍した。これが初めての実戦経験となった（→フランス革命戦争での初陣 (1794年-1795年)）。
1796年にイギリス東インド会社が支配するインドへ派遣され、同じ頃にインド総督となった兄ウェルズリー侯爵のもと、インド征服戦争の指揮を執った。1799年のマイソール王国侵攻（第四次マイソール戦争）、1803年の対マラータ同盟戦争（第二次マラータ戦争）などで戦功をあげた（→インド征服戦争 (1796年-1805年)）。
1805年にイギリスに帰国し、1806年4月にはキャサリン・パクナムと結婚、またトーリー党候補として庶民院議員選挙に出馬して当選し、政界進出を果たした。1807年にはポートランド公爵内閣にアイルランド担当大臣として入閣している（→帰国・政界進出 (1805年-1808年)）。
イベリア半島において半島戦争が勃発すると、ナポレオンに抵抗するスペイン・ポルトガルの民衆を支援すべく、1808年7月にイギリス軍を率いてポルトガルに上陸し、8月にもヴィメイロの戦いでフランスのポルトガル遠征軍を撃破した（→仏軍のイベリア半島自主撤退まで (1808年)）。
こののち一旦帰国するが、入れ替わりにナポレオン本隊が半島に侵攻してスペイン全土を制圧、再びポルトガルに侵攻してきた。これを受けて1809年4月にポルトガル駐留英軍の総司令官として再度半島に派遣され、5月のドウロの戦いでフランス軍をスペインに押し戻す。さらに7月にはタラベラの戦いで勝利し、この戦功で「ウェリントン・オブ・タラベラ子爵」の爵位を与えられ、貴族に列した。1810年5月からのフランス軍のポルトガル再侵入もトレス・ヴェドラス線を作らせておいたのが功を奏し、1811年3月までにスペインに追い返すことができた（→仏軍のポルトガル再侵攻を撃退 (1808年-1811年)）。
同年5月からスペイン・ポルトガル国境地帯の要塞の攻略を目指し、1812年3月から4月にかけてのバダホスの戦いの勝利でそれを達成した。その戦功で「ウェリントン伯爵」に叙される（→スペイン・ポルトガル国境の争奪戦 (1811年-1812年)）。同年6月よりスペイン侵攻を開始し、7月にサラマンカの戦いでフランス軍を撃破したことで、8月にはマドリード占領に成功した。この功績でウェリントン侯爵に叙された。しかしこの後ブルゴス攻略に失敗し、さらにフランス軍がマドリードに接近してきたため、全軍をポルトガルまで後退させた（→スペイン進撃 (1812年-1813年)）。ポルトガルで越冬した後、1813年5月からスペイン再侵攻を開始し、6月のビトリアの戦いでスペイン王ジョゼフ・ボナパルト率いるフランス軍を撃破した。この戦いで半島戦争のイギリス軍の優位は決定的となった。この戦功により元帥に昇進した（→スペイン再進撃 (1813年)）。
ロシア遠征失敗などでナポレオンが四面楚歌に陥ったのを受けて、1813年10月よりスペイン・フランス国境を越えてフランス領侵攻を開始した。1814年4月にトゥールーズを攻略したところでナポレオンの退位の報に接した。これまでの戦功を労われて「ウェリントン公爵」に叙された。同年6月にイギリスに凱旋帰国。その際国民の熱狂的な歓迎を受け、その名声を不動のものにした。同年7月にはフランス駐在イギリス大使に就任、さらに翌1815年にはウィーン会議でカスルリー子爵外相が途中帰国した後の英国の全権代理を務めた（→ナポレオン最初の失脚から復権まで (1813年-1815年)）。
ついでナポレオンがエルバ島を脱出してパリに復帰すると、これを迎え撃つべくブリュッセルに急行する。1815年6月18日のワーテルローの戦いではブリュッヘル元帥率いるプロイセン軍と協力してナポレオン撃破に決定的な役割を果たし、その野望を最終的に打ち砕くに至った（→ワーテルローの戦い (1815年)）。ナポレオン戦争後はフランス占領軍総司令官を務め、敗戦国に寛大な占領統治を行った。占領軍の撤収が完了した後の1818年12月にイギリスに帰国した（→フランス占領軍総司令官 (1815年-1818年)）。
帰国後は主に政界で活躍する。1819年にリヴァプール伯爵内閣の補給庁長官に就任し、1827年2月まで在職する。1827年1月には軍職の陸軍総司令官にも就任している。しかし保守的なウェリントン公爵は、閣内でジョージ・カニングら自由主義派閣僚と対立を深めており、1827年2月にリヴァプール伯爵が首相を辞職し、カニングがその後任となった際にカトリック解放の方針に反発して辞職することとなった（→リヴァプール伯爵内閣補給庁長官 (1818年-1827年)）。
カニングの急死、続くゴドリッチ子爵内閣と国王ジョージ4世の対立により、1828年1月にはウェリントン公爵に大命降下があった（→首相就任までの経緯 (1827年-1828年)）。カトリック問題を棚上げすることでカニング派の入閣を取り付けて第1次ウェリントン公爵内閣の組閣に成功した。しかし自由主義的なカニング派と意見が合わず、1828年5月から6月にかけてカニング派閣僚に集団辞職された。もともとカトリック解放に慎重だったウェリントン公爵だが、頑迷ではなく、アイルランド・カトリックが議員に当選するという情勢の変化に応じて、1829年4月にはカトリック解放法案を可決させた。しかしこれにより党内の亀裂が深まり内閣の基盤は弱くなった。選挙法改正の機運が高まる中、野党の団結は進み、1830年11月にウェリントン公爵内閣は議会で敗北を喫し、総辞職を余儀なくされた。これによって半世紀ぶりのホイッグ党への政権交代が起こった（→第1次ウェリントン公爵内閣 (1828年-1830年)）。
ホイッグ政権の間も野党トーリー党（1834年頃から保守党と改名）を党首として指導したが、同党庶民院院内総務サー・ロバート・ピール准男爵に党の実務を委ねることが多くなっていった。ホイッグ党政権が推し進める第一次選挙法改正を阻止しようとしたが、失敗している（→野党党首として (1830年-1834年)）。
1834年11月にホイッグ政権の首相メルバーン子爵が国王ウィリアム4世と対立して解任された際に国王より大命を降下され、イタリア訪問中のピールが帰国するまでの暫定政権として第2次ウェリントン公爵内閣を組閣した。12月にピールが帰国するとただちに首相職を譲り、第1次ピール内閣の外務大臣に転じた。結局第1次ピール内閣は早期に倒閣され、メルバーン子爵政権に戻るもウェリントン公爵は一貫してピールを支え続けた（→第2次ウェリントン公爵内閣とピールへの交代 (1834年-1835年)）。
1837年に即位したヴィクトリア女王からも厚い信任を寄せられていたが、1839年の寝室女官事件時の女王の説得には失敗した（→ヴィクトリア女王の即位と寝室女官事件 (1837年-1839年)）。1841年成立の第2次ピール内閣には無任所大臣として入閣。1842年には軍職の陸軍総司令官職に再任され、1852年の死まで務めた。しかしシビリアン・コントロールを嫌うあまり、あらゆる軍制改革に反対して旧式の軍隊編成に固執した。これがクリミア戦争における英国将兵の死傷者数を増やしたことにつながったといわれる（→晩年 (1839年-1852年)）。
1852年9月にケントのウェルマーで死去した（→死去 (1852年)）。

## 生涯

### 出生 (1769年)
1769年、アイルランド貴族初代モーニントン伯爵ギャレット・ウェズリーの三男として生まれる。母は初代ダンキャノン子爵アーサー・ヒル＝トレヴァーの娘アン。
誕生日と生誕地については諸説あるが、1769年4月29日にアイルランド王国首都ダブリンのアッパー・メリオン・ストリート24番地に生まれたとする説が有力である。
長兄にウェルズリー子爵の儀礼称号を持つリチャード（後の第2代モーニントン伯爵・初代ウェルズリー侯爵）、次兄にウィリアム（後の第3代モーニントン伯爵）がいる。また後に弟としてヘンリー（後の初代カウリー男爵）、妹としてアン（後のチャールズ・カリング・スミス夫人）が生まれた。

### 学業 (1781年-1787年)
イングランド・ロンドンで初等教育を受けた後、1781年に名門パブリックスクールのイートン校に入学した。成績は並みだったが、血気盛んな学生で鳴らし、よく喧嘩した。後世にアーサーは「ワーテルローに勝利できたのはイートン校の運動場のおかげ」と評している。
父モーニントン伯爵の死で学費支払いに困窮した母アンの指示でイートン校を退学し、当時オーストリア領土だったブリュッセルに移住し、1786年から乗馬学校に通うようになった。その後、フランス・アンジェのピニロール陸軍士官学校に入学する。この時にフランス語を習得する。

### 初期の軍歴 (1787年-1793年)
18歳の時の1787年3月、陸軍第73歩兵連隊に入隊した。
同年12月には第76歩兵連隊の中尉となる。1788年1月には第41歩兵連隊、また同年第12軽竜騎兵連隊、1791年6月には第58歩兵連隊、同年9月に大尉に昇進した。1792年には第18軽竜騎兵連隊に転属している。
1787年11月から1793年3月にかけてはアイルランド総督のバッキンガム侯爵やウェストモーランド伯爵の副官を務めた。また1790年から1795年にかけてはアイルランド議会議員にも選出され、革命フランスとの開戦準備や、カトリック教徒への参政権付与などを主張する。
このアイルランド滞在期に未来の妻キャサリン・パクナム（第2代ロングフォード男爵の娘）に最初の求婚をしているが、キャサリンの兄であるトムが妹にはもっと地位の高い相手を見つけられると考えて反対したため、この時には断られた。
1793年4月30日には兄モーニントン伯爵リチャードから借りた金で第33歩兵連隊の少佐の階級を購入した 。同年のうちに中佐に昇進した。

### フランス革命戦争での初陣 (1794年-1795年)

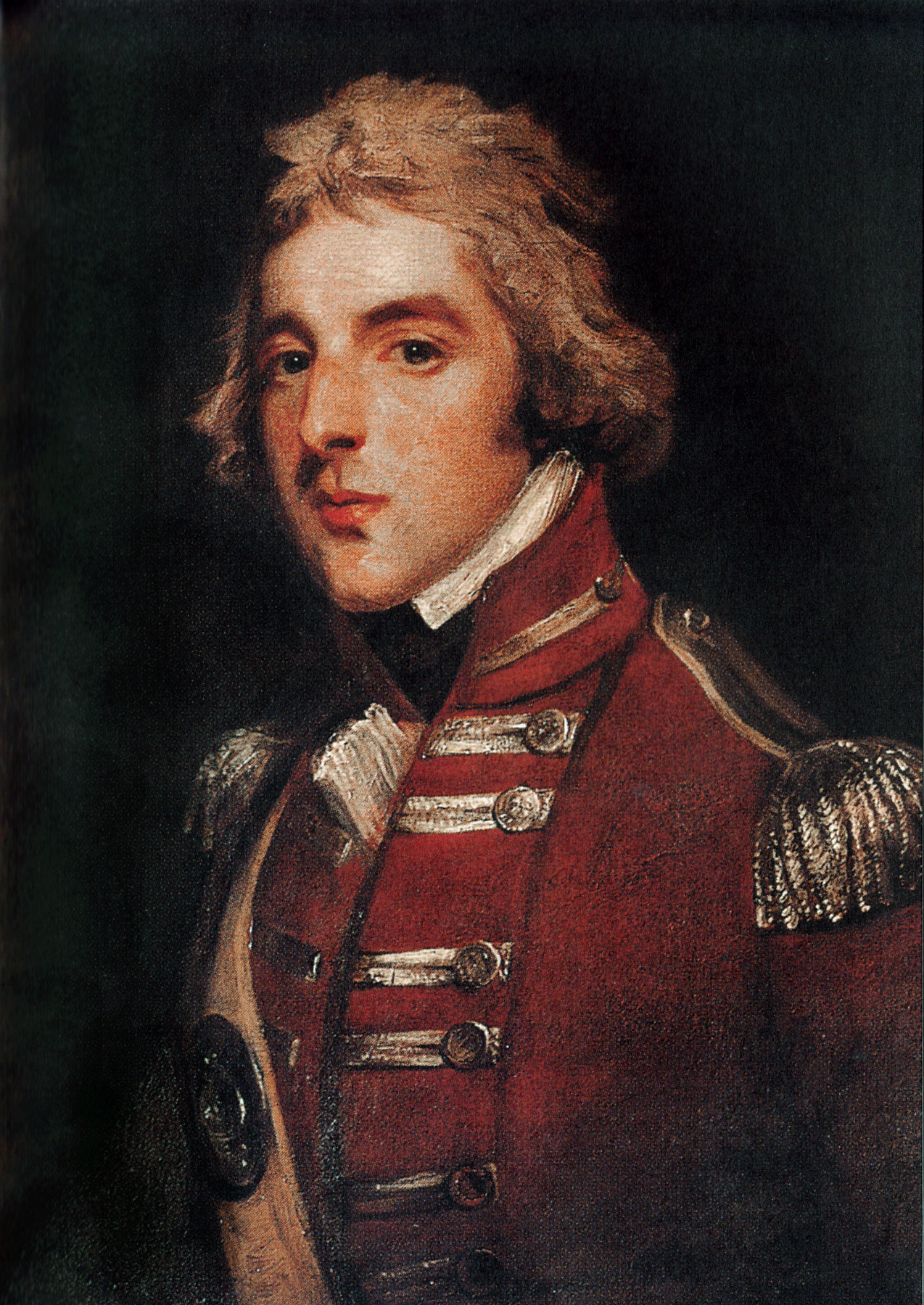
26歳の頃のアーサー・ウェズリー中佐を描いた絵画。

フランス革命に対する王政列強諸国の干渉を理由にフランス革命政府は1792年からフランス革命戦争を起こした。フランス革命軍はプロイセン・オーストリア連合軍を駆逐してオーストリア領土だったオランダやラインラントを制圧した。これに対して英国首相ウィリアム・ピットは列強諸国共同の外交交渉でフランス軍を占領地から撤退させようとしたが、フランス革命を阻止してブルボン朝復古を図りたいオーストリアと、フランス革命阻止より自国の増強を図りたいプロイセン・ロシアで足並みがそろわず、その隙をついてフランス革命軍が侵攻を進め、1793年2月にはベルギー併合を狙ってイギリスとオランダに宣戦布告してくるに至った。
国王ジョージ3世の次男ヨーク公爵フレデリック率いるイギリス軍がベルギーのフランドルに派遣されることとなった。アーサー率いる第33歩兵連隊も1794年6月からフランドルに赴き、ヨーク公爵の軍に合流した。この戦いはイギリス軍の惨敗に終わるが、混乱状態の撤退戦の中でもアーサーの第33歩兵連隊は高い規律を保ったという。9月15日にボクステルでヨーク公爵の軍がフランス革命軍に攻撃された際にも第33歩兵連隊はフランス軍に一斉射撃を浴びせ続け、フランス革命軍の前進を遅らせ、友軍の撤退を助けた。
アーサーにとってはこの戦いが初めての実戦経験となった。後にアーサーは「我々はオランダでの敗戦のおかげで自分たちの欠点を知り、これを教訓とすることができた」と語っている。
1795年4月にイギリスへ帰国。敗戦に気落ちして軍を去る事も考えたアーサーだったが、再就職先が見つからなかったので結局軍に留まった。同年5月には兄モーニントン伯爵リチャードが家名のウェズリーを旧家名ウェルズリーに戻したのに合わせて、アーサーもウェルズリー姓となった。

### インド征服戦争 (1796年-1805年)
1796年5月に大佐に昇進したアーサーは、6月に第33歩兵連隊とともにイギリス東インド会社が統治するインドに派遣された。彼のインドに対する印象は悪く、兄に宛てた手紙の中で「現地人はヒンズー教徒であれ、イスラム教徒であれ、品性の欠片もなく、温かみに欠け、容赦なき残虐行為を平気で行う。その膨大な人数に物を言わせてヨーロッパ人を襲撃しては殺害する」と書いている。
1798年5月からは兄モーニントン伯爵（彼は1799年にウェルズリー侯爵に叙される）がインド総督に任じられてインドに赴任してきた。弟ヘンリーも兄の秘書として同行しており、ウェルズリー家兄弟3人でインドの指導的地位に付いた形となる。3人は緊密に協力しあってインド統治にあたった。
この頃イギリス東インド会社領インドは、フランスと同盟するインド南部マイソール王国の君主ティプー・スルターンから圧迫を受けていた。兄モーニントン伯爵はこれに対抗すべく、征服戦争を開始する腹積もりだった。
アーサー自身はいたずらに領土拡大を行うことには消極的だったが、兄の決定には従順に従い、兄の下で軍人として存分に腕を振るうことになる。

#### 第4次マイソール戦争 (1799年)
イギリス王立海軍ホレーショ・ネルソン提督の活躍でフランス革命軍ナポレオン・ボナパルトのエジプト遠征は失敗におわり、フランス軍がエジプトからマイソール王国に援軍を送る可能性はなくなった。好機到来と見た兄モーニントン伯爵は1799年2月よりイギリス東インド会社軍にマイソール侵攻を開始させた（第4次マイソール戦争）。
アーサー率いる第33歩兵連隊はその中心として活躍し、ティプーの立て籠るセリンガパタム要塞に対する最初の攻撃を敢行した。しかしアーサーは昼間まで待って偵察せずに夜間のうちに攻撃を敢行しようとしたことで、要塞までの道のサルタンペター林において、どこにいるか分からない敵から一方的に攻撃を食らって退却を余儀なくされた。この時の教訓で以降アーサーは昼間に十分に偵察を行うことを心がけるようになった。
5月のセリンガパタム要塞への再攻撃ではデヴィッド・バードの指揮下で戦ったが、今度は問題なくサルタンペター林を通過して総攻撃の末にセリンガパタム要塞を陥落させ、ティプーを討ち取ることができた。

#### マイソール統治とウォー盗賊団との戦い (1799年-1802年)
戦後、要塞攻略の最大の功労者であるバード少将を差し置いて、アーサーがセリンガパタム要塞の総督に任じられ、マイソール全域の統治にあたることになった。アーサーは「公正、腐敗抑止、正直、約束の実行が統治の基本」と主張し、法律の整備と秩序の維持に努め、殖産興業を図った。また現地諸侯の権威を保障し、マイソール国民の雇用の創出にも励んだ。
一方この頃からインド南部でマラータ族の盗賊団首領ドゥーンディア・ウォーの略奪が激しくなっていた。ウォーはセリンガパタム要塞陥落の際にそこから脱出することに成功し、同じく要塞から脱出した他の元マイソール兵たちとともに盗賊団を作って各地で略奪を行っていた人物だった。
アーサーは1799年8月にウォー盗賊団討伐に出陣した。ウォーの本拠地チテルドローグを攻め落とすことに成功したものの、この時にはウォーに逃げられた。逃げのびたウォーは1800年4月までに再び盗賊団を組織したため、アーサーが再度出陣し、同年9月までにはウォー盗賊団をインド半島の先まで追い詰めて、とうとうウォーを討ち取った。
1802年4月29日に少将に昇進した。

#### 第2次マラータ戦争 (1803年)

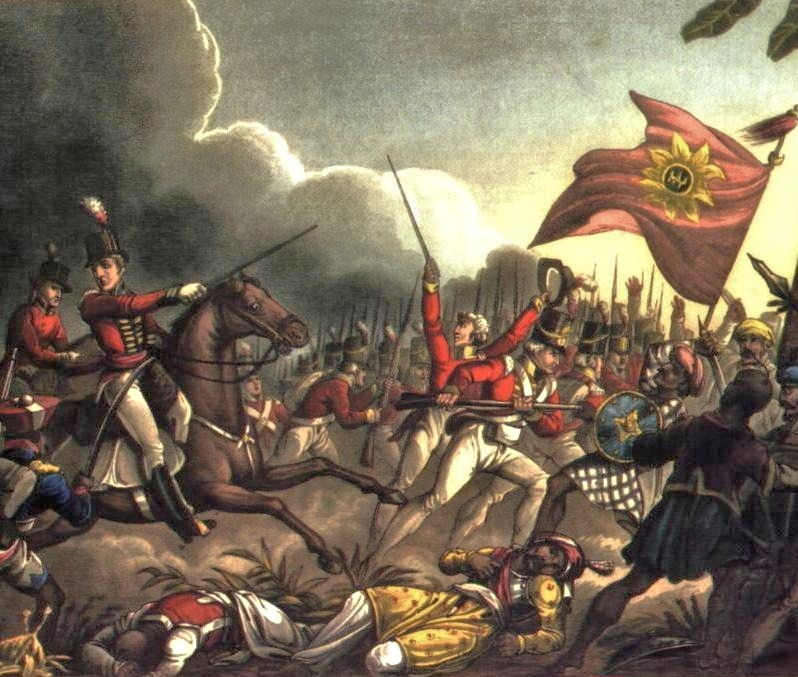
アサエの戦いを描いた絵画。指揮をとっている人物がアーサー・ウェルズリー少将。

1799年のブリュメール18日のクーデターでフランス第一統領の座についたナポレオン・ボナパルトは、1802年3月にイギリスとアミアンの和約を締結したが、この休戦中もナポレオンはインドにおけるイギリスの覇権を覆そうとマラータ同盟の支援を行った。
これに対抗してインド総督である兄ウェルズリー侯爵リチャードは次なる侵攻対象をマラータ同盟に定めた。再びアーサーがその実行役となった。1803年2月にセリンガパタムを立ち、プネーまでの1000キロを2カ月で行軍した。マラータ族に補給線を断ち切られることを警戒して牛を引き連れていったことが迅速な行軍を可能とした。
8月には同盟国ニザーム王国を脅かしていたマラータ族のアフマドナガル城を攻略した。
さらに9月にはマラータ族の中でも強力な諸侯であるボーンスレー家（ラグージー・ボーンスレー2世）とシンディア家（ダウラト・ラーオ・シンディア）とアサエで対峙した。マラータ側は5万人の兵と100基の大砲を持っており、対するイギリス軍は2歩兵連隊と1騎兵連隊の計7000人、大砲は20基しかなく圧倒的に不利な情勢であった。アーサーはこれだけ兵力差がある大軍を相手にするには側面をつくしかないと考えてカイトナ川渡河を敢行し、アサエの戦いにおいてボーンスレー軍、シンディア軍ともに撃破することに成功した。
11月にもアルガーオンでボーンスレー軍、シンディア軍と再び対峙し、マラータ軍の砲撃でセポイが散り散りにされたが、アーサーは的確な指示で彼らを再招集し、また迂回させることで予定位置に集結させ、勝利することができた（アルガーオンの戦い）。
この一連の第二次マラータ戦争の勝利が鮮やかだったため、アーサーは一躍有名人となった。1804年9月にはバス勲章を授与され、「サー・アーサー・ウェルズリー」となった。
しかし1804年中のウィリアム・モンソンのコーターでの敗戦（ムクンドワラ峠の戦い）、ジェラルド・レイクのバラトプル攻略失敗（バラトプル包囲戦）で兄ウェルズリー侯爵の立場はなくなり、1805年に本国に召還された。弟であるサー・アーサーもこれを機にインドでの職を退くことにした。

### 帰国・政界進出 (1805年-1808年)
1805年9月にイギリスに帰国した。

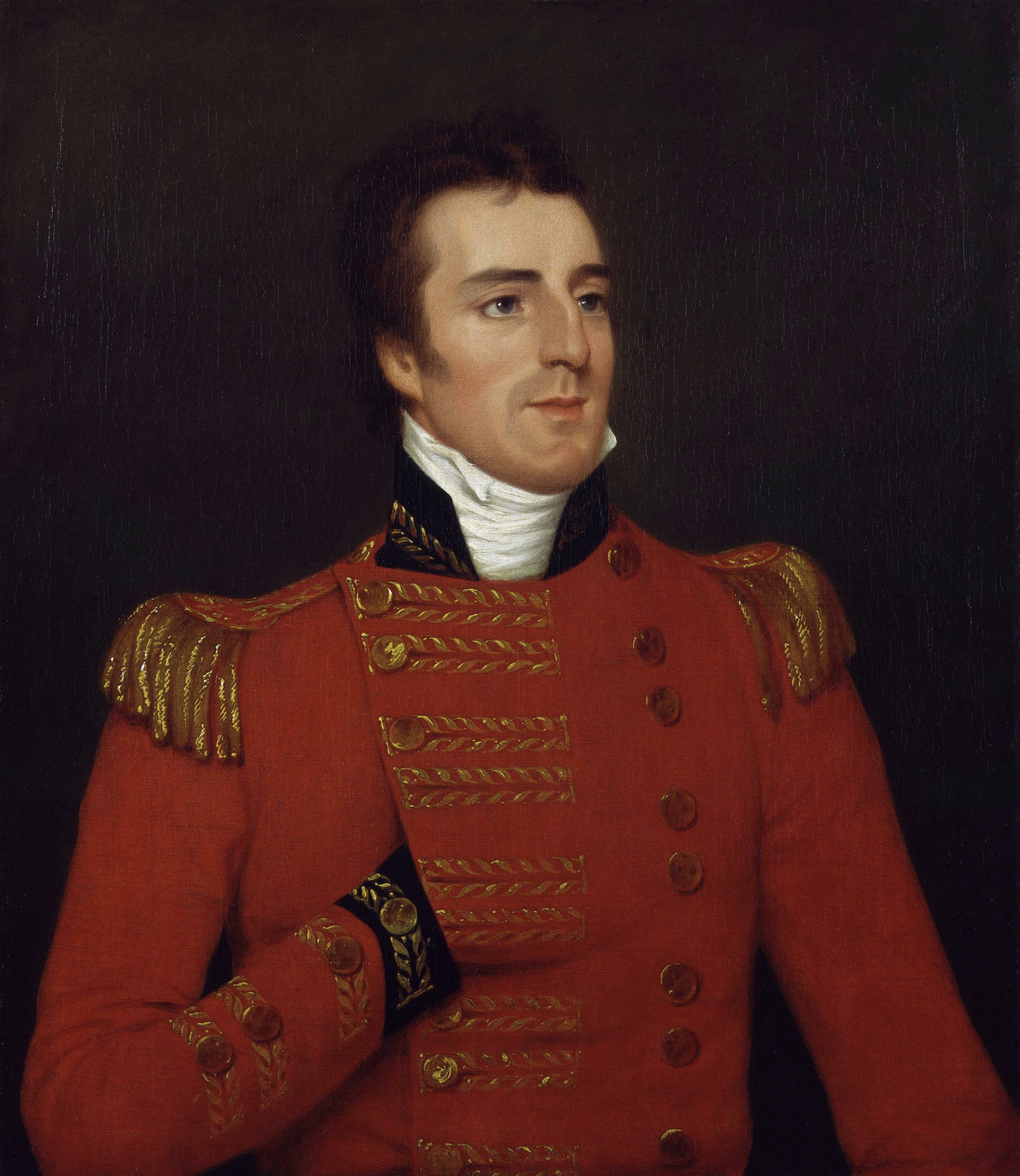
1804年のサー・アーサー・ウェルズリー少将。

フランス第一統領ナポレオンが地中海の覇権をイギリスから奪うべくマルタ島を狙い、これに反発したイギリス政府が1803年5月にフランスに宣戦布告したことでナポレオン戦争が勃発していた。アーサーも帰国して間もない1805年12月には第33歩兵連隊付き旅団長としてエルベ川に出征したが、翌1806年2月には再帰国している。
4月にキャサリン・パクナムに再び求婚し、今度は受け入れられた。1807年初頭には長男アーサー・ウェルズリーを儲けた。
1806年4月にはライ選挙区から出馬してトーリー党所属の庶民院議員に初当選し、政界進出を果たした。議員を務めながら、軍人の職務も引き続き果たした。
1807年春にはポートランド公爵内閣が発足し、サー・アーサーはそのアイルランド担当大臣として入閣した。またこの時枢密顧問官にも列せられた。2年ほど在職するも、ナポレオン戦争従軍のために辞することになる。
1808年4月25日に中将に昇進した。

### ナポレオン戦争 (1808年-1815年)

#### 半島戦争勃発
1807年にポルトガル侵攻を決意したフランス皇帝ナポレオン（1804年に皇帝即位）は、スペイン宰相マヌエル・デ・ゴドイとの間にポルトガル分割とフランス軍のスペイン領通過を認める内容のフォンテーヌブロー条約を締結したうえでポルトガル侵攻を開始し、同年12月にはポルトガル首都リスボンを占領した。さらに1808年にはスペイン王室を退位させて、ナポレオンの兄ジョゼフ・ボナパルトをスペイン王位に就けた。
この一連のナポレオンの横暴に反発したスペイン民衆は、1808年5月以降、次々と武装蜂起し、イベリア半島全土を舞台にした半島戦争が勃発した。7月にはピエール・デュポン将軍率いるフランス軍がバイレンの戦いでスペイン軍に敗れる事態となった。
こうした状況を見てイギリス外務大臣ジョージ・カニングはポルトガルやスペインの蜂起を支援することを決定し、1808年7月にサー・アーサーを司令官とする9000人の王立陸軍をリスボンの北方にあるモンデゴ湾に派遣した。上陸にあたってサー・アーサーは部下たちに「ポルトガルは国王ジョージ3世陛下の盟邦であって、征服地ではない。略奪や強姦は許されない。違反者は厳罰に処す」と厳命しつつ、ポルトガル市民に対しては「我々はフランスの侵略者から諸君らを解放しにきた」と訴えた。

#### 仏軍のイベリア半島自主撤退まで (1808年)
1808年8月には全軍の揚陸を完了し、ポルトガル軍と合流して1万5000人の軍勢でもってフランス軍に占領されたリスボンへ向けて進軍を開始した。これに対してフランス軍ポルトガル遠征軍司令官ジャン＝アンドシュ・ジュノー将軍はアンリ・フランソワ・ラボールド将軍率いる4000人ほどの軍勢を迎撃に差し向けた。両軍は8月17日にロリカの戦いで激突したが、ライフル部隊を先行させることでラボールド軍を押し戻すことに成功した。
続いてジュノー将軍自らがポルトガル遠征軍の総兵力の三分の二を率いて出陣してきた。両軍は8月21日にヴィメイロの戦いで衝突したが、サー・アーサーの防御的な布陣が功を奏し、フランス軍に軽歩兵の狙撃と大砲の砲撃を食らわせ、さらに縦列で進軍してきたフランス軍に対して横列のイギリス軍が前面・側面から銃撃を浴びせかけることで敗走させることに成功した。
この敗北でジュノー将軍は、8月30日にイギリス・ポルトガル駐留軍総司令官サー・ヒュー・ダルリンプル准男爵将軍との間にシントラの和平を締結した。これによりポルトガル駐留フランス軍はイギリス船に乗って海上からフランスまで撤退することになった。しかしこの和平はイギリス国民から不評であり、サー・アーサーも徹底的にフランス軍と戦うことを希望していたために落胆したという。
またこの後、イギリスのポルトガル駐留軍総司令官となったサー・ジョン・ムーア将軍とも険悪な関係になったため、サー・アーサーはひとまず帰国することになった。

#### 仏軍のポルトガル再侵攻を撃退 (1808年-1811年)

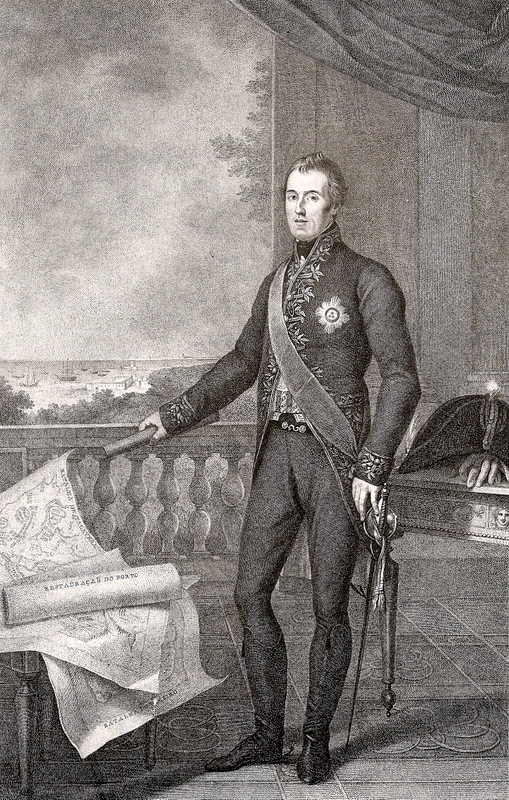
1810年のウェリントン子爵中将を描いたフランチェスコ・バルトロッツィの絵画

1808年9月にムーア将軍率いる英軍がスペインへ進軍すると、同年11月にフランス軍もナポレオンの直接指揮のもとスペイン侵攻を再開し、12月にはマドリードを再占領した。これに対して英軍はフランス軍との決戦を避け撤退した。英軍はアメリカ独立戦争敗北の教訓で大陸奥深くでの長期戦を避け、圧倒的な制海権を活用し、攻撃しては海岸まで撤退することを基本戦法としていたからだが、ナポレオンはイギリス軍の撤退を弱気と誤認し「イギリス軍はフランス軍と戦う資格がない」と豪語した。
ナポレオンは翌1809年1月に本国の政治情勢やオーストリアの不穏な動きからニコラ＝ジャン・ド・デュ・スールト将軍に後を任せてパリに帰還した。入れ替わるようにサー・アーサーが同年4月にポルトガル駐留英軍の総司令官として再度ポルトガルに派遣された。サー・アーサー率いる英軍は、5月7日にオポルト南方のドウロ川渡河を敢行してスールト将軍率いるフランス軍の不意を突き、ドウロの戦いでこれを破り、スールト軍をポルトガルから撤退させた。
続いてクロード・ヴィクトル＝ペラン元帥率いるフランス軍2万3000人がポルトガル向けて進軍してきた。サー・アーサーは戦場をスペインに移してスペイン軍と合流のうえ、7月21日、スペインのタラベラ・デ・ラ・レイナに結集していたヴィクトル軍に攻撃をかけた。撤退するヴィクトル軍をスペイン軍に追撃させたが、ヴィクトル軍はマドリード駐留部隊と合流して反転攻勢に転じ、スペイン軍を追い返した。これを受けてサー・アーサーはタラベラに守備布陣を敷いてフランス軍を待ち受け、7月28日のタラベラの戦いで激戦の末にフランス軍を退けた。
サー・アーサーはこの戦功でウェリントン・オブ・タラベラ子爵（Viscount Wellington of Talavera）、ドウロ・オブ・ウェルズリー男爵（Baron Douro of Wellesley）の爵位を与えられ、貴族に列した。
タラベラ戦後、ウェリントン子爵は軍をポルトガルに戻すとともにリスボン北方に極秘裏にトレス・ヴェドラス線を建設してフランス軍来襲に備えた。この防衛線の存在は自軍にも伏せられていた。
1809年10月にイギリス本国でスペンサー・パーシヴァル内閣が成立した。同内閣に外務大臣として入閣した兄ウェルズリー侯爵や半島戦争を重視する陸軍・植民地大臣ポートランド公爵の後押しでウェリントン子爵のポルトガル駐留軍は3万人規模に増強された。
1810年5月よりアンドレ・マッセナ元帥率いるフランス軍がポルトガル・スペイン国境のシウダ・ロドリーゴとアルメイダの要塞に攻撃をかけてきた。両要塞が夏まで持ちこたえている間、南の防衛を固めつつ、小麦の収穫を素早く終わらせた。両要塞が陥落した後、ブサコまで後退して守備の布陣をとり、9月末のブサコの戦いでフランス軍を退けた。
ブサコの戦いに勝利したものの、ウェリントン子爵は軍をトレス・ヴェドラス線まで後退させた。マッセナ元帥率いるフランス軍が追撃に出てきたが、トレス・ヴェドラス線の入り組んだ塹壕や大砲用の落とし穴が広がる光景を見てマッセナ元帥は愕然とし、「奴がこの山を築いたのか」と叫んだという。結局マッセナ元帥の軍は4か月ほど粘ったものの、補給状態が壊滅的となり、1811年3月にはスペインに撤退していった。

#### スペイン・ポルトガル国境の争奪戦 (1811年-1812年)
つづいてウェリントン子爵はスペイン進撃のため、ポルトガル・スペイン国境付近の要塞シウダ・ロドリーゴ、バダホス、アルメイダの奪還作戦を開始した。マッセナ元帥率いるフランス軍も急ピッチで再編成を済ませ、アルメイダを包囲するブレント・スペンサー将軍率いるイギリス軍第1師団に対して攻勢に出てきた。しかし1811年5月11日のフエンテス・デ・オニョーロの戦いの激戦の末にフランス軍をサラマンカへ押し戻すことに成功した。この勝利によりアルメイダ要塞を奪還したが、フランス軍の防衛部隊には撤退を許してしまった。
並行してウィリアム・ベレスフォード少将率いるイギリス・ポルトガル連合軍はバダホス要塞攻略を開始したが、スールト元帥率いるフランス軍が援軍に駆け付けてきて、両軍は5月16日にアルブエラの戦いで衝突した。ウェリントン子爵が戦場に間に合わず、また甚大な死傷者が出た激戦となった。スールトが退却した後、バダホス要塞の攻略を再開したが、損害が大きく結局ポルトガルまで撤退することを余儀なくされた。1811年7月31日に大将に昇進した。
1811年の冬の間、軍の増強・休息・補給の確保にあたり、シウダード・ロドリゴとバダホス攻略の準備を進めた。1812年に入るとただちにシウダード・ロドリゴ攻略を目指して出陣し、1月9日には同市を占領し、オーギュスト・マルモン元帥率いるフランス軍を激戦の末に退けた。
この戦いの直後の1812年2月にウェリントン伯爵（Earl of Wellington）に叙せられた。
その後、バダホス再攻略を目指し、1812年3月から4月にかけてバダホスの戦いに及んだ。勝利してバダホス占領に成功したものの、やはり激戦となり、甚大な死傷者がでた。戦死者が大量に横たわる戦場を視察したウェリントン子爵は涙を流しながら「政府が工兵隊と地雷工兵隊をもっとたくさん送っていてくれたら、勇敢な兵士たちはもっと容易く敵の防衛拠点を制圧して任務を達成していたはずだ」と述べて政府批判したという。

#### スペイン進撃 (1812年-1813年)

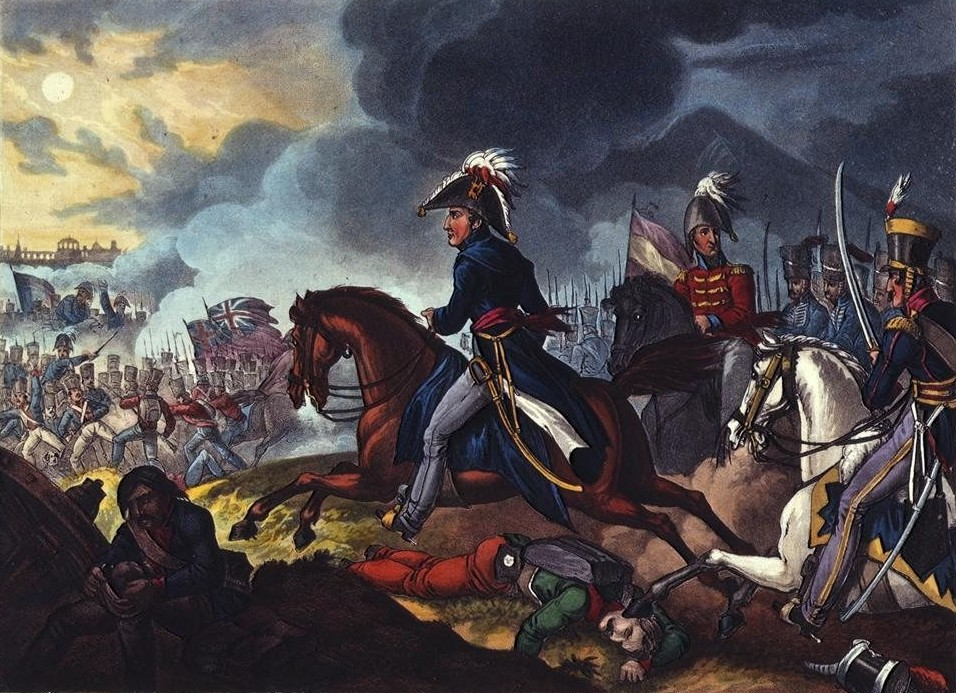
サラマンカの戦いの指揮を執るウェリントン伯爵大将

ウェリントン伯爵は1812年6月13日より5万のイギリス・ポルトガル・スペイン連合軍を率いてアゲダ川を渡河し、スペイン進撃を開始した。イギリス軍はサラマンカに入り、フランス軍はドウロ川を挟んで対陣した。
7月22日、マルモン元帥率いるフランス軍が、イギリス軍右翼を包囲しようと動いた結果、フランス軍の防衛が手薄になるというチャンスが生まれた。この報告を受けた時、ウェリントン伯爵は食べていたチキンを放り捨てて自ら伝令となって義弟エドワード・パクナム将軍のもとへ行き、彼が指揮する 第3師団に攻勢をかけさせた。
こうしてはじまったサラマンカの戦いで、パクナム率いる第3師団はジャン・ギヨーム・バルテルミー・トーミエール将軍率いるフランス軍師団を半壊させ、ウェリントン伯爵も第4師団と第5師団を率いてフランス軍中央に攻勢をかけ、アントワン・ルイ・ポポンのフランス軍歩兵部隊を潰走させ、ジョン・ル・マルシャン率いるイギリス軍騎兵隊が追撃をかけてポポンの軍を壊滅させた。負傷して戦線離脱したマルモン元帥に代わってフランス軍司令官となったベルトラン・クローゼル将軍はウェリントン伯爵の攻撃の起点である丘陵を狙ったが、ウェリントン伯爵はそこに3個師団を予備として配置しており、これを撃退することができた。ただスペイン軍がトルメス・アルバ川の防衛の任を放棄していたため、フランス軍は全滅を免れて撤退に成功した
フランス軍の撤退を許したとはいえ、サラマンカの戦いはイギリスの鮮やかな勝利となった。フランス軍師団長の一人マクシミリアン・セバスチャン・フォアはウェリントン伯爵が守備戦だけでなく攻勢にも長けていた事に驚き、彼の用兵術をフリードリヒ大王のそれに例えて称賛した。ウェリントン伯爵本人も後年自分の最大の大勝利の一つにこの戦いを入れている。
この戦いの勝利で1812年8月12日にスペイン首都マドリードを占領することに成功した。この功績でウェリントン侯爵（Marquess of Wellington）に叙せられた。また9月にスペイン連合軍最高司令官に就任し、スペイン軍の指揮も正式に任せられた。
同月、マドリードから4個師団を率いて北上してブルゴス市を包囲した。しかしブルゴスのフランス軍の守備は堅く落とすことができなかった。フランス軍がマドリードへの再攻勢を計画している事を知ると、ウェリントン侯爵は何のためらいもなく、マドリードを放棄して全軍をポルトガルまで撤退させた。これが半島戦争での最後の撤退だった。この撤退は兵たちには不満が多かったものの、ポルトガルで越冬することによって兵士たちの生活環境の改善、軍再編成はしやすかった。
1813年1月に第33歩兵連隊連隊長改め王立近衛騎兵連隊連隊長に任じられ、3月にはガーター勲章を授与されている。

#### スペイン再進撃 (1813年)

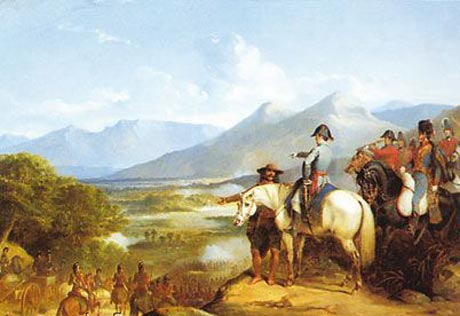
ビトリアの戦いの指揮を執るウェリントン侯爵大将。

ウェリントン侯爵は1813年2月にスペインへの再遠征を計画し、5月からそれを実行に移した。ポルトガルを発つにあたってウェリントン侯爵は2度とここには戻らないと宣言した。この頃、ウェリントン侯爵の手元にはイギリス・ポルトガル軍8万人とスペイン軍2万人、スペイン不正規軍5万人の兵力があった。
6月13日にビトリアの戦いでスペイン王ジョゼフ・ボナパルトとその軍事顧問ジャン＝バティスト・ジュールダン元帥率いるフランス軍と対峙したが、補給面で圧倒的に有利なイギリス軍の圧勝に終わった。ジョゼフはウェリントン侯爵がフランス軍と本国の連絡線を断とうとしていることに気付き、パンプローナに向けて後退していった。この戦いは半島戦争におけるイギリス軍の優勢を決定づけた戦いとなった。イギリス軍はフランス軍が置き去りにしていった多くの戦利品を得ることができたが、その中にジュールダン元帥の指揮杖もあった。ウェリントン侯爵はこれを摂政皇太子ジョージに献上した。それに対して摂政皇太子は「フランス元帥の指揮杖をもらった代わりにイギリス元帥の指揮杖をあげよう」という洒落た返事とともにウェリントン侯爵を元帥に昇格させる辞令を下した。
一方ナポレオンは敗戦報告を受けて激怒し、ジュールダンを解任してスールト元帥を後任とした。
ウェリントン侯爵は7月からスペイン国内に残された二つのフランス軍要塞、サン・セバスティアンとパンプローナの攻略を開始したが、スールト元帥はこの英軍の分散を利用してロンセスバーリェスとマヤ峠に攻勢をかけて英軍を追い、さらにパンプローナを包囲する英軍を襲撃してその補給物資を鹵獲しようとした。ウェリントン侯爵はスールト軍がレサカを強襲すると予想して準備していたのでこの動きには裏をかかれた形だった。
だがウェリントン侯爵はすぐにパンプローナ北方に全軍を終結させて防衛体制を整えるとソラウレンの戦いで得意の守備戦に持ち込んだ。スールト元帥がサン・セバスティアン要塞救出のための行軍中に誤ってウェリントンの本陣に突っ込んだことが功を奏し、フランス軍を徹底的に叩くことに成功した。他のフランス軍もイギリス軍から補給物資を鹵獲することに失敗してフランス本国へ敗走していった。余裕の出来たイギリス軍は、この後8月から10月にかけてサン・セバスティアンとパンプローナをじっくり攻略した。
ここにフランス軍はイベリア半島から完全に駆逐されたのだった。

#### ナポレオン最初の失脚から復権まで (1813年-1815年)

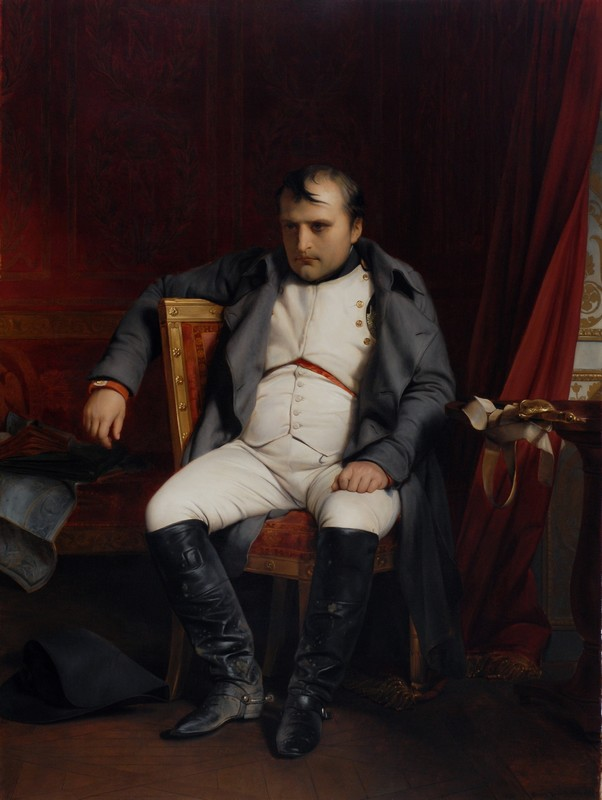
1814年4月、フォンテーヌブローのナポレオンを描いた絵画（ポール・ドラローシュ画）

ナポレオンの情勢は半島戦争以外でも壊滅的になっていた。彼が万全を期して1812年6月に開始したロシア侵攻は同年末までに破滅的な失敗に終わり、この情勢を見たプロイセン王国はロシアと同盟を組んでナポレオンに反旗を翻した。オーストリア帝国もビトリアの戦いでのイギリス軍の勝利を見て、ナポレオンと距離をとるようになり、1813年8月に至ってロシア・プロイセンと同盟してフランスに宣戦布告した。10月のライプツィヒの戦いでフランス軍が同盟軍に敗れた結果、ライン同盟諸国の大半もナポレオンから離反するに至った。
いよいよナポレオンに止めを刺す時が来たと判断したウェリントン侯爵は、1813年10月にスペイン・フランス国境のビダソア川を確保し、11月からフランス侵攻を開始した。バイヨンヌを包囲しようとしたが、これを恐れたスールト率いるフランス軍はトゥールーズに撤退した。ウェリントン侯爵はボルドーを占領し、さらにトゥールーズへ向けて進軍した。
一方ロシア・プロイセン・オーストリア同盟軍も東からフランス侵攻を開始し、1814年3月末にはロシア皇帝アレクサンドル1世率いる同盟軍がパリに入城した。同盟軍の占領下でタレーランを首班とする臨時フランス政府が樹立され、4月2日には元老院がナポレオン廃位を決定した。パリに戻れなくなり、フォンテーヌブローに留まっていたナポレオンも4月4日には退位を受け入れた。

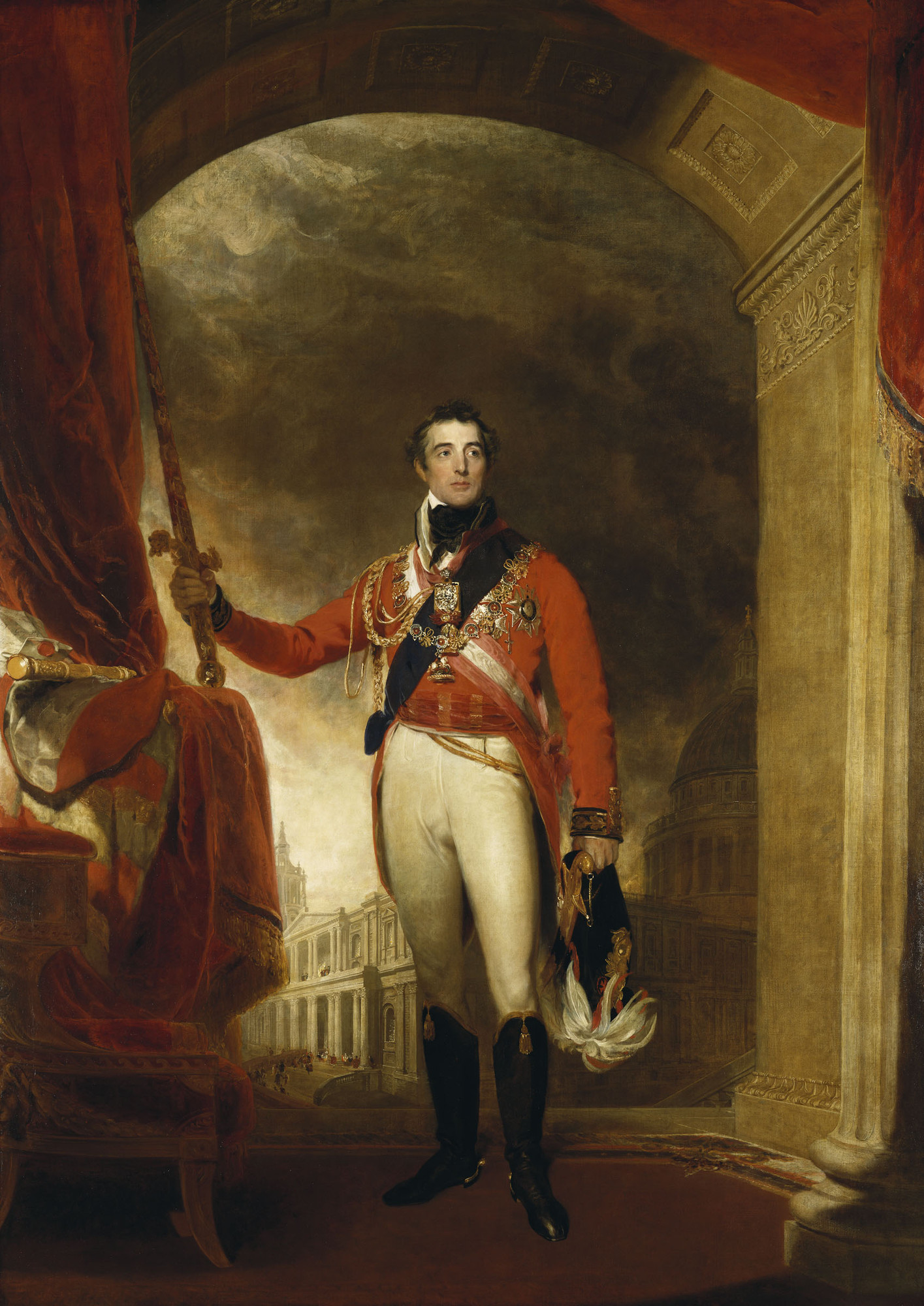
1814年から1815年頃に書かれたウェリントン公爵元帥の肖像画（トーマス・ローレンス画）

一方ウェリントン侯爵の軍は4月10日にトゥールーズを攻略したが、翌11日にナポレオン側と同盟国側の交渉でナポレオンの無条件退位が正式に決まり、12日にウェリントン侯爵にもその情報が伝わった。これを聞いたウェリントン侯爵は「いい時期だ」と述べて喜び、同日のうちにフランス軍のスールト元帥との間に現地の停戦協定を結んだ。
ウェリントン侯爵は本国からこれまでの戦功を労われ、5月3日にウェリントン公爵（Duke of Wellington）に叙せられた。
王政復古してフランス王位についたルイ18世は、5月30日にも同盟軍とパリ条約を締結し、これによりフランス領土の範囲は1792年時の状態に戻ることになった。またフランスとオランダの植民地の多くをイギリスが獲得した。
ウェリントン公爵は、6月にイギリスに帰国したが、帰国するやただちに駐フランス・イギリス大使に任じられてパリに派遣されることになった。この任命はウェリントン公爵が若かりし頃にフランスの陸軍士官学校を卒業しており、フランス語とフランス旧体制アンシャン・レジームの機微に通じていたので、政府からフランス復古王政と交渉しやすい人物と目されていたためと見られる。もっとも、かねてよりフランス軍との対決姿勢を強めていたウェリントン公爵自身は、この任命を不可思議に思っていたという。
1814年末から開催されたオーストリア外相のメッテルニヒを議長とするウィーン会議にウェリントン公爵も参加した。イギリス代表は外相カスルリー子爵だったが、彼は1815年2月に本国に帰国したため、以降はウェリントン公爵がその代理としてイギリス代表となった。しかし会議そのものは、ロシアがポーランド、プロイセンがザクセンの領有権を主張して譲らなかったために紛糾し、「会議は踊る、されど進まず」と揶揄される状況になった。ウェリントン公爵もこの状況にあきれ果てたという。
そのあいだイギリス軍に監視されながらエルバ島の小領主をしていたナポレオンは、ルイ16世の弟のルイ18世がフランスの民心を得られない状況を見て、いまフランスに戻れば政権を取り戻せると判断し、エルバ島を脱出してジュアン湾に上陸した。ナポレオンは、復古王政を「反人民の封建主義体制」と批判し、皇帝政府に復帰することをフランス軍やフランス人民に訴えた。警戒したルイ18世はミシェル・ネイ元帥をナポレオン捕縛に派遣したが、ネイ元帥は途中でナポレオンに寝返った。他のフランス軍将軍たちも続々とナポレオンに寝返ったため、ナポレオンは無血でパリを奪還することに成功した。
この報告を聞いたウィーン会議出席中の各国首脳は、反ナポレオンで再び団結し、1815年3月12日にナポレオン排除を決議した。

#### ワーテルローの戦い (1815年)

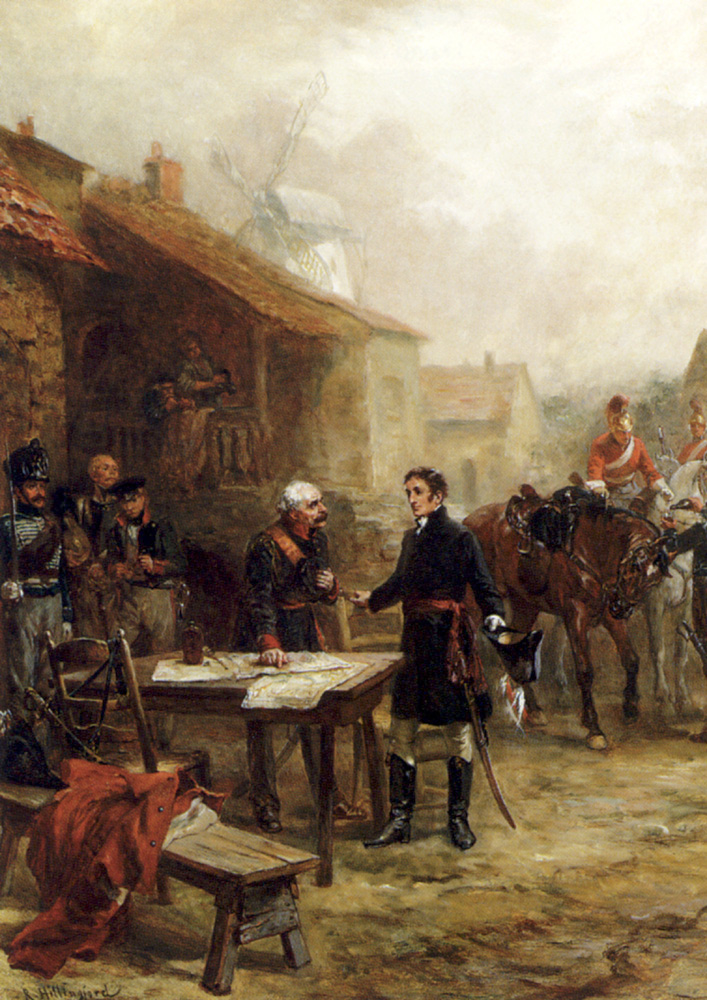
作戦会議を行うウェリントン公爵元帥とプロイセン軍のブリュッヘル元帥（ロバート・アレクサンダー・ヒリングフォード画）

ウェリントン公爵はオランダ領ベルギーで同盟軍の指揮を執ることになった。ウィーンを発つ前にロシア皇帝アレクサンドル1世から「世界をもう一度救うのは貴官だ」と激励された。
1815年4月4日にブリュッセルに到着したウェリントン公爵は9万5000人のイギリス・オランダ・ハノーヴァー・ブラウンシュヴァイク連合軍を指揮し、モンスから海岸にかけて布陣した。訓練が未熟な部隊も多かったものの、ウェリントン公爵の名声や気配りはこの雑多な多国籍軍の共同作業を可能とした。さらにゲプハルト・レベレヒト・フォン・ブリュッヘル元帥率いるプロイセン・ルクセンブルク連合軍12万人ほどがアルデンヌからシャルルロワにかけて布陣していた。一方ナポレオンがパリでかき集めた兵力は58万人ほどで、そのうち12万4000人を自らの直属の野戦軍にした。
ナポレオン率いるフランス軍主力は6月11日にパリを発ち、6月14日にはシャルルロワ付近に到着した。ウェリントン公爵はフランス軍がシャルルロワを攻撃すると見せかけて西側の進路をとると予想し、6月15日夕方、隷下のオラニエ公ウィレムとヒル卿に指示を出して、ヘラールツベルヘンからニーヴェルに至る地域に素早く展開できるよう準備を開始させた。同日夜10時頃、フランス軍主力がシャルルロワに進軍したことを知ったウェリントン公爵は、ニーヴェルとカトル・ブラに軍を集結させるよう指示し直し、その後予定通りにリッチモンド公爵夫人主催の舞踏会に出席した。
その舞踏会のさなか、フランス軍主力がカトル・ブラに進軍したとの報告を受けたウェリントン公爵は、リッチモンド公爵に対して「ナポレオンにはしてやられました。24時間進軍してこちらへ向かってきています。カトル・ブラでナポレオンを迎え撃つことはできないでしょう。恐らくここで戦うことになります」と述べて地図上でワーテルローを指さしたという。
6月16日、ナポレオンはリニーの戦いでフランス軍主力をプロイセン軍と戦わせながら、ミシェル・ネイ元帥率いるフランス軍の一部を交通の要衝カトル・ブラに差し向けた。そこを占領することで西側面からもプロイセン軍に攻勢をかけようとしたのだが、カトル・ブラを守る現地イギリス軍旅団は持ちこたえ、同日夕方にはウェリントン公爵率いるイギリス軍主力がカトル・ブラに到着し、ネイ軍を撃退した（カトル・ブラの戦い）。
一方リニーの戦いに敗れたプロイセン軍は、ワーヴルまで撤退した（ただしネイ軍がカトル・ブラを占領できなかったためプロイセン軍も決定的打撃は受けずにすんだ）。

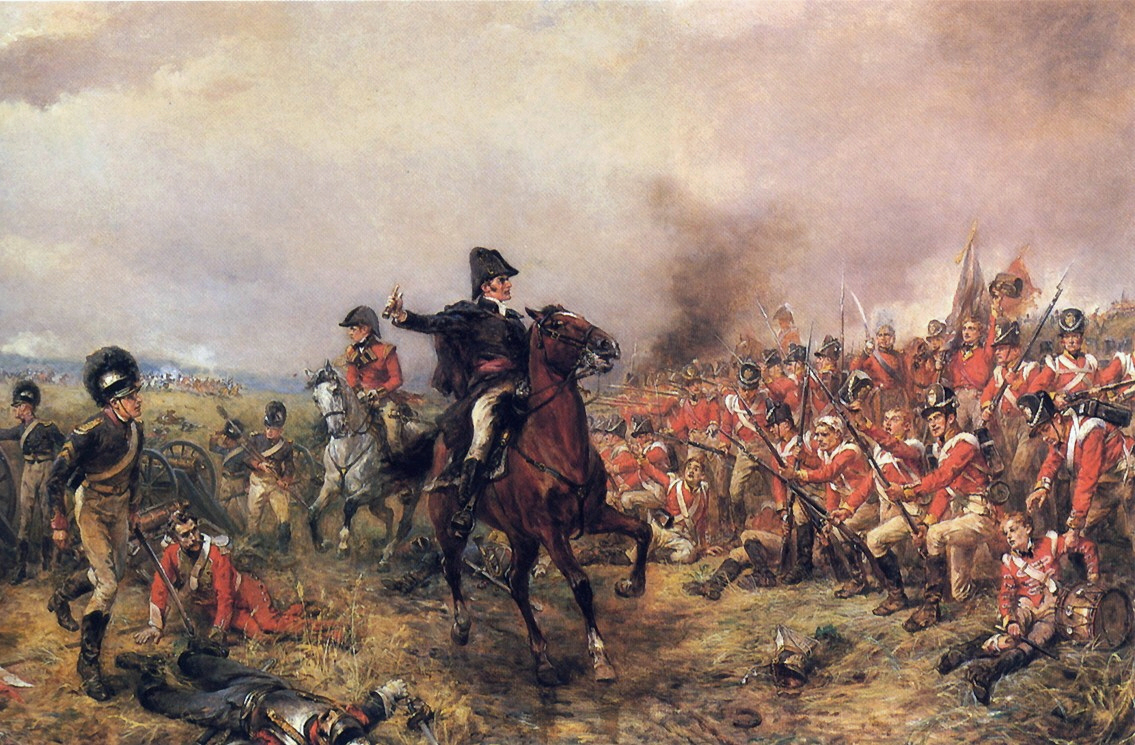
ワーテルローの戦いで指揮を執るウェリントン公爵元帥（ヒリングフォード画）

プロイセン軍の撤退を知ったウェリントン公爵は「ご老体が惨敗したか」と冷やかに述べたという。ウェリントン公爵は73歳になっても前線で指揮をとろうとするブリュッヘル元帥に否定的であったという。
プロイセン軍が撤退した以上、英軍がカトル・ブラに留まる意味もなく、ウェリントン公爵は6月16日から17日にかけて戦術的後退を行ったが、ナポレオン軍主力が追跡してきた。これを知ったウェリントン公爵はプロイセン軍のブリュッヘル元帥にワーテルロー付近への集結を求める伝令を送った。もしプロイセン軍が来られないようであればウェリントン公爵としてはブリュッセルも放棄して後退を続けるつもりであった。だがブリュッヘル元帥からの返答はすぐにもワーテルローへ向かうというものだった。これを信じたウェリントン公爵は後退を中止し、ワーテルロー付近で守備布陣を固めた。
6月17日は午後2時頃から豪雨となった。ナポレオンは砲兵の運用のため地面の安定を待って6月18日午後1時まで本格的な攻撃をかけなかった。この隙にブリュッヘル率いるプロイセン軍がワーテルローに接近することが可能となった。ナポレオンは「プロイセン軍は到着まで二日はかかる」と考えており、プロイセン軍を追撃しているエマニュエル・ド・グルーシー元帥の軍を呼び戻すべきとのスールト元帥の進言も却下している。
6月18日午後1時半からデルロン伯爵率いるフランス軍第1軍団がイギリス軍中央に攻勢をかけてきた。ピクトン中将の第5師団が迎え撃ったが、激戦となり、ピクトン中将も戦死した。
ウェリントン公爵はサマセット卿少将率いる近衛騎兵旅団とサー・ウィリアム・ポンソンビー少将率いる連合騎兵旅団を応援に送ることとした。ウェリントン公爵は「紳士たちよ、王室の部隊の名誉のためだ」と叫んで彼らを鼓舞した。出撃した両騎兵旅団はデルロン軍を退けたが、追撃で深追いし過ぎたため大きな打撃をこうむり、ポンソンビー少将も戦死した。
つづいて午後4時にネイ元帥がフランス重騎兵連隊を率いてイギリス軍中央に突撃をかけてきた。しかしイギリス陸軍は14世紀のクレシーの戦いの教訓で日頃から騎兵単独突撃に対して方陣を組んで突破を阻止する訓練を受けていた。そのため冷静に横一列になって射撃を浴びせかけ、精強なフランス騎兵を次々と討ち取ることができた。ウェリントン公爵は、愛馬コペンハーゲンを駆ってあちこちの部隊を回り、「あと少しだ。プロイセン軍が到着すれば戦争は終わる」と兵士たちを励ました。

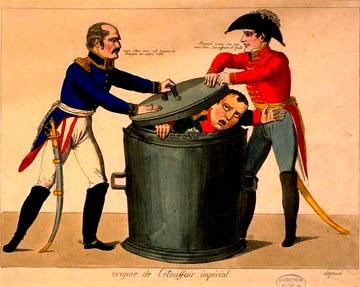
ナポレオンを処分するウェリントン公爵元帥とプロイセン軍のブリュッヘル元帥の風刺画

騎兵単独突撃を断念したネイ元帥は午後6時、歩兵・騎兵・砲兵を適切に活用してラ・エー・サントを攻略、これによって英軍の守備陣形が崩されそうになった。ネイ元帥はイギリス軍を一気に突き崩すため、ナポレオンに増援を要請したが、ナポレオンは接近してきたプロイセン軍の方を警戒しており、唯一手元に残る兵力の近衛隊をロバウ伯爵率いる第6軍団支援に送った。その結果ネイ軍の攻撃は不徹底に終わった。ウェリントン公爵は弱体化した部分の指揮を自ら執って、適切に援軍を送って補強し、危機を回避した。
午後7時頃になってようやくナポレオンはラ・エー・サントに近衛隊投入を決定した。ウェリントン公爵は近衛第1連隊にこれを食い止めさせている間、第52連隊にフランス近衛隊の側面を突かせ、近衛隊を敗走に追い込んだ。フランス軍最強の近衛隊の撤退でフランス軍主力に動揺が走った。さらにプロイセン軍もロバウ軍を撃破して、ラ・エー・サントに押し寄せてきた。
ウェリントン公爵はフランス軍が崩壊し始めたのを見逃さず、「始めたことは最後までやり遂げよう（In for a Penny In for a Pound）」という号令のもと全軍を前進させた。
ナポレオンは手元に残されていた最後の近衛隊部隊を投入しつつ、総崩れになって敗走してくるフランス兵たちに檄を飛ばしたが、無駄な努力に終わった。結局ナポレオンも戦場を放棄してシャルルロワへ逃げていった。フランス軍の追撃はプロイセン軍が行った。
こうしてワーテルローの戦いは同盟軍の勝利に終わったが、この戦いは同盟軍側にも甚大な数の戦死者を出していた。ウェリントン公爵軍は1万5000人、ブリュッヘル軍は7000人が戦死している（フランス軍は2万3000人）。翌19日に戦死者リストを見せられたウェリントン公爵は涙を流しながら「敗戦のときの気持ちは私には分からないが、これほど多くの戦友を失って得た勝利ほど悲しいことはない」と軍医に語っている。

### フランス占領軍総司令官 (1815年-1818年)
ナポレオンはパリまで逃げ戻ったが、ナポレオンを支持する者はもうほとんどなく、フランス議会から退位を要求された。同盟軍がパリに接近してくるに及んで、ナポレオンはイギリス軍に投降した。イギリス政府の決定でナポレオンはセント・ヘレナ島に流刑となった。ルイ18世がパリに帰還し、復古王政が再開された。また第二次パリ条約が締結されてフランスは莫大な賠償金を課され、フランス領土は1790年時の領土まで削減されることになった。
フランス占領軍の総司令官に就任したウェリントン公爵は本国の外相カスルリー子爵と協力して、復讐に燃えるロシア、プロイセン、オーストリアの主張を抑えて寛大な占領統治を行った。ロシアが求めるイエナ橋の爆破も退けた。15万人もの占領軍は多すぎるとして縮小することも提案している。ロシア軍、プロイセン軍、オーストリア軍はフランス国民から激しい略奪を行ったが、イギリス軍はウェリントン公爵の指揮下に規律を保ち、略奪を行わなかった。
また「変節者」「裏切り者」であってもタレーランやフーシェは閣僚の地位に留まらせるようルイ18世の説得にあたった。一方でルイ18世に復讐で逮捕されたミシェル・ネイ元帥の助命嘆願はしなかった。その結果ネイは銃殺刑に処された
1818年秋アーヘン会議が開催され、ウェリントン公爵は外相カスルリー子爵とともにイギリス代表として出席した。この会議でウェリントン公爵はベアリングス銀行からフランス政府への融資を取り付け、フランス政府の賠償金支払いの当てを作り、その結果会議は11月末までにフランス占領軍を撤収させることを決議した。
こうしてウェリントン公爵も1818年12月にはイギリスへ帰国することとなった。

### リヴァプール伯爵内閣補給庁長官 (1818年-1827年)

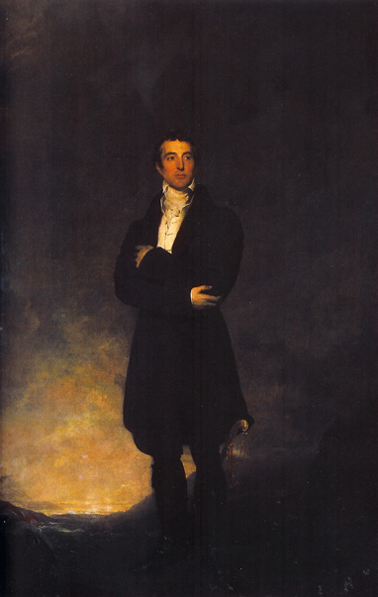
1820年頃のウェリントン公爵

帰国後、ただちにリヴァプール伯爵内閣の補給庁長官に就任した。
この時代、イギリス陸軍に関する管理機構は錯綜しており、補給庁は陸軍の武器弾薬や軍用コートの補給を所管する役所だった（食料と輸送は大蔵省の管轄）。1827年までという長きにわたってこの閣僚職に在職したウェリントン公爵だったが、特筆される様な業績はなかった。
1822年8月に盟友である外務大臣カスルリー子爵が自殺し、ジョージ・カニングがその後任となった。この人事はウェリントン公爵が国王ジョージ4世に推挙した結果だった。カニングはトーリー党内の自由主義派であり、保守的なウェリントン公爵は彼に好感を持っていなかった（カスルリーとカニングが犬猿の仲だったこともある）が、反政府派に対抗するためには彼の入閣が不可欠と考えていた。
だがカニングの入閣により閣内の亀裂は深まった。とりわけウェリントン公爵と大法官エルドン伯爵の保守的な見解が、カニングやウィリアム・ハスキソンの自由主義的見解と頻繁に衝突するようになった。首相リヴァプール伯爵や内務大臣サー・ロバート・ピール准男爵、陸軍・植民地大臣バサースト伯爵は中間的な立場を取ることが多かった。
とりわけ対立が深刻化したのがカトリック解放問題だった。これはイングランド国教会信徒にしか公務就任が認められていない現状に対してカトリックの公務就任を認めるべきか否かという問題であった。この問題ではカニング、ハスキソンがカトリック解放を支持する一方、ピールがカトリック解放に強く反対した。ウェリントン公爵もカトリック解放反対の立場だったが、閣内分裂を恐れ、この問題ではバサースト伯爵とともに閣内融和に努めている。
1827年1月に陸軍総司令官ヨーク・オールバニ公爵が薨去すると、ウェリントン公爵が補給庁長官在任のまま軍職の陸軍最高司令官を兼務した。彼はこの地位に付いたことを非常に喜んだという。
1827年2月17日にリヴァプール伯爵が脳卒中で倒れ、後任の首相を決める必要に迫られた。バッキンガム＝シャンドス公爵やニューカッスル公爵などカトリック解放に慎重な貴族たちは後任の首相にウェリントン公爵を推したものの、当のウェリントン公爵には首相になる意思がなく、国王ジョージ4世から次期首相について下問された際に「私はカニングかピールに大命を与えるべきと考えますが、首相選定は陛下が果たされるべき責務です」と奉答している。
カニングとピールはともに相手の内閣で閣僚になる事を拒否していたため、国王としてはどちらかを切らねばならなかった。国王はカニングに組閣の大命を与えた。
これによりピールをはじめとしたカトリック解放反対派閣僚たちは閣僚職を辞した。カニングはウェリントン公爵だけでも閣内に留めようと説得を続けたが、ウェリントン公爵は「カトリック問題を慎重に取り扱うというリヴァプール内閣の方針を貴官が踏襲するならば留まってもいいが、貴官にその意思はないことは明白である。党を分裂させる恐れのある内閣には参加できない」と述べて入閣を拒否し、補給庁長官職と陸軍総司令官職を辞した。

### 首相就任までの経緯 (1827年-1828年)
トーリー党守旧派から協力を拒否されたカニングはホイッグ党のランズダウン侯爵派と連立を組んで組閣した。これによりトーリー党、ホイッグ党双方が党分裂状態になった。
しかしカニングは首相就任4カ月にして病死。国王ジョージ4世はこの時にはウェリントン公爵を召集することなく、ゴドリッチ子爵に大命を与えている。ウェリントン公爵はゴドリッチ子爵内閣にも入閣しなかったが、軍職の陸軍総司令官職への復帰は了承している。
国王はカトリック解放派やホイッグ党から閣僚を入れ過ぎることに反対する立場だったので、内閣のお目付役としてトーリー党守旧派のジョン・チャールズ・ヘリスを蔵相として入閣させていた。そのためゴドリッチ子爵内閣はすぐにも閣内不一致となった。国王とゴドリッチ子爵の対立も深まり、1828年1月8日には内閣総辞職に追い込まれた。
1月9日に国王はウェリントン公爵を召集して組閣の大命を下した。ウェリントン公爵は即答せず、各方面との組閣交渉の時間を頂いて退下した。
ウェリントン公爵はまずカニング内閣に参加していたホイッグ党ランズダウン侯爵派に入閣を要請したが、彼らはウェリントン公爵の反カトリック解放の立場に反発して入閣を拒否した。つづいてハスキソン率いるカニング派（トーリー党内自由主義派・カトリック解放派）に協力を要請したが、彼らはカトリック解放問題を棚上げにするという条件で入閣を了承した。これによって組閣の見通しが立った。

### 第1次ウェリントン公爵内閣 (1828年-1830年)

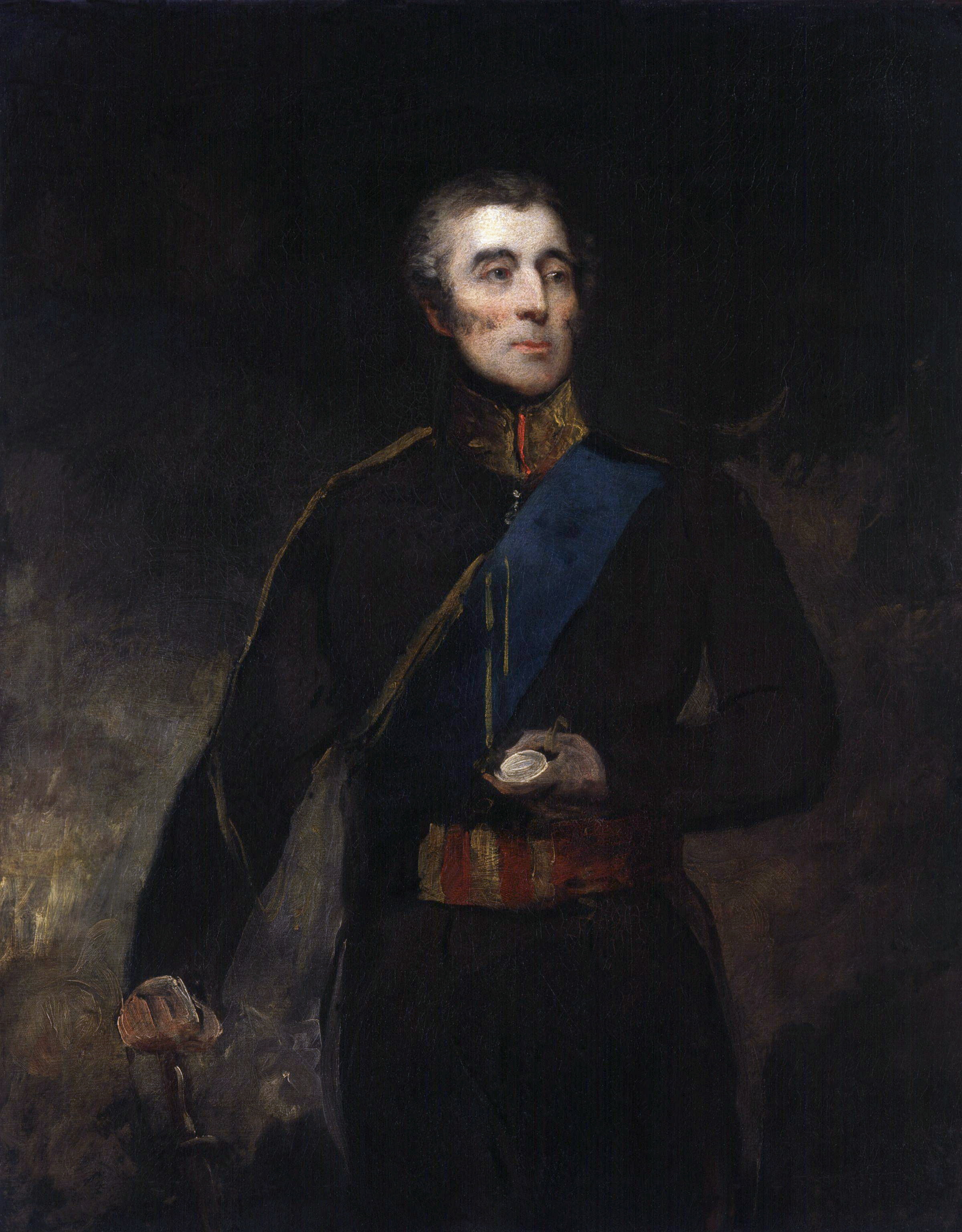
1830年から1831年頃に描かれたジョン・ジャクソンの肖像画。

1828年1月20日に大命を拝受し、22日に第1次ウェリントン公爵内閣を成立させた。この際に陸軍総司令官職は辞した。
ウェリントン公爵の内閣にはハスキソン、パーマストン子爵、メルバーン子爵など多くのカニング派閣僚が参加していたが、彼らは5月から6月にかけて腐敗選挙区削減問題で内務大臣ピールと対立を深め、一斉に辞職してしまった。このためにウェリントン公爵内閣は早々に政権基盤が不安定になった。
一方野党ホイッグ党はランズダウン侯爵派と再統一して、カトリック問題などで与党に対する攻勢を強めてきた。また1828年7月にはアイルランド独立を目指すアイルランド・カトリックのダニエル・オコンネルが庶民院議員に当選するも国教徒でないことを理由に議場に入る事を認められず、カトリック解放の機運が高まった。
ウェリントン公爵は頑迷なカトリック解放反対派というわけではなく、この頃にはカトリックへの譲歩も考えるようになっていた。ピールや国王を説得のうえ、1829年3月にカトリック解放法案を議会に提出、4月に可決させた。これによって17世紀以来議会から締め出されていたカトリックに庶民院議員の道が開けた。だがカトリック解放に反対するウルトラ・トーリーが事実上トーリー党から離反してしまい、これが裏目に出てウェリントン公爵の政治基盤は強化されるどころか弱体化した。
またカトリック問題が落ち着いたのも束の間で、今度は選挙法改正の機運が高まっていき、ホイッグ党若手議員のリーダーであるジョン・ラッセル卿が腐敗選挙区廃止と大都市の議席増を内容とする選挙法改正法案を議会に提出してきた。なんとか同法案を否決に追い込んだものの、これによって逆にホイッグ党の反政府団結力は強くなった。
1830年6月26日にジョージ4世が崩御し、その弟であるウィリアム4世が新国王に即位したこともホイッグ党にとって有利な材料となった。ジョージ4世はホイッグ党やホイッグ党党首グレイ伯爵のことを嫌っていたが、ウィリアム4世はグレイ伯爵と交友があり、ホイッグ党に対しても比較的好意的だったのである。
当時のイギリスの慣例で新国王の即位に伴って解散総選挙が行われたが、トーリー党が250議席、野党（ホイッグ、カニング派、ウルトラ・トーリー）が196議席、無所属・所属不明が212議席という結果になった。一応多数派を得たトーリー党だったが、野党の団結は進み、11月2日にウェリントン公爵が「選挙法改正は行わない」と議会で明言したことにより、政府打倒の機運は最高潮に達した。この空気に呑まれてもともと選挙法改正に反対していたウルトラ・トーリーまでもが倒閣に協力した。
その結果、11月15日には政府提出の王室費に関する法案に反対するホイッグ党の動議が233対204で可決される事態となり、ウェリントン公爵は総辞職を余儀なくされた。ここに半世紀にわたったトーリー党政権は倒れ、グレイ伯爵を首班とするホイッグ党政権が誕生するに至った。

### 野党党首として (1830年-1834年)

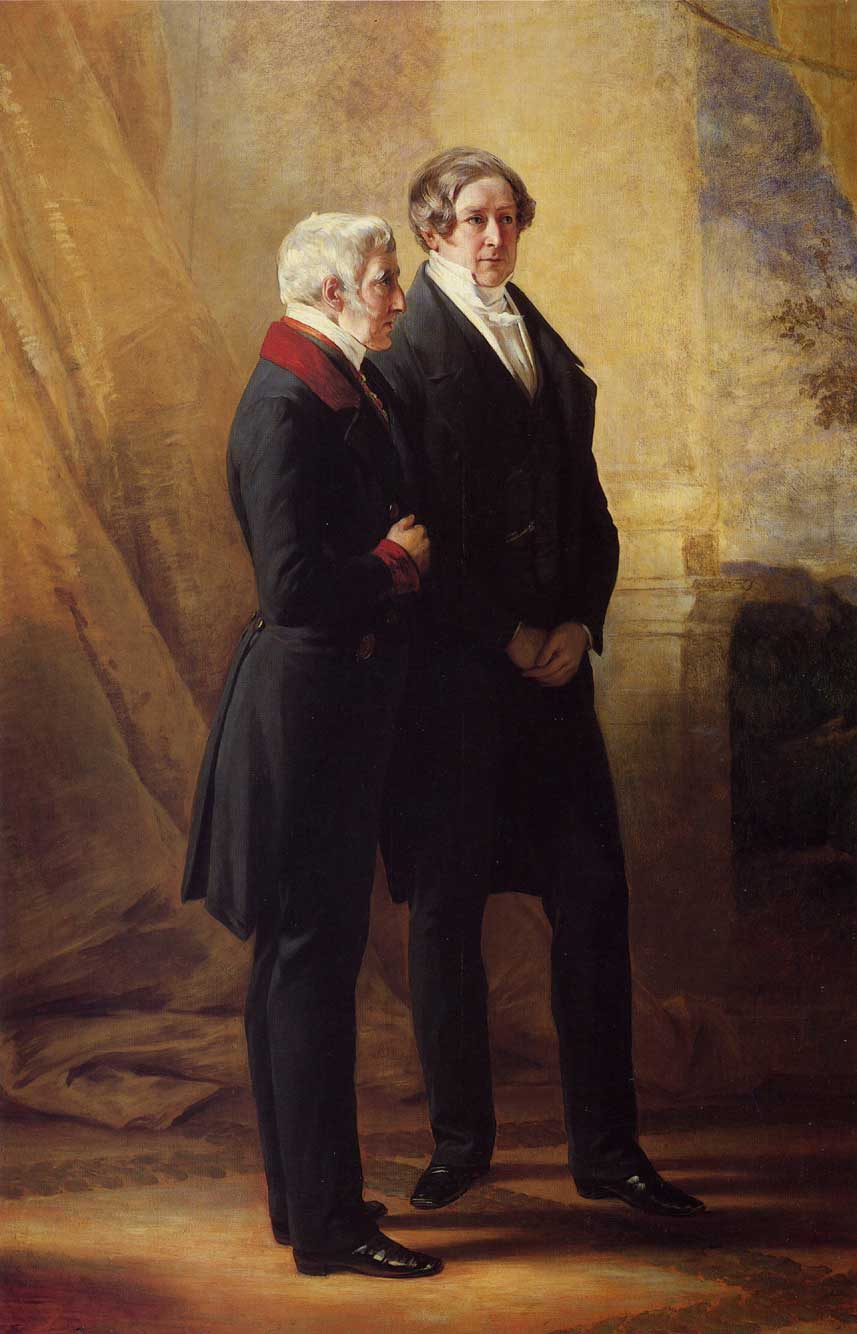
ウェリントン公爵とサー・ロバート・ピール准男爵を描いた絵画

以降ウェリントン公爵は1834年まで野党としてのトーリー党を指導したが、この頃から党の実務を庶民院トーリー党の指導者サー・ロバート・ピール准男爵に委ねるようになった。ただ自由主義的なピールは党内に敵が多かったので、当面はウェリントン公爵が党首として睨みを利かせる必要があった。またピールに実務を委ねるようになったとはいっても、しばしば政治への意欲を取り戻しては、貴族院からトーリー党を指導してピールの党指導を掣肘した。
改革に燃えるグレイ伯爵政権はまず選挙法改正を目指したが、ウェリントン公爵率いるトーリー党はその反対運動に全力をあげた。1831年の解散総選挙のホイッグ党の大勝で選挙法改正の大勢を覆しがたくなっても、貴族院で法案を修正して骨抜きにすることは諦めなかった。
1832年5月、選挙法改正法案の審議の際に政府が敗北したことでグレイ伯爵が総辞職を表明し、ウィリアム4世はウェリントン公爵に組閣の大命を与えた。だが選挙法改正反対論者が首相に就任することへの世論の反発は激しく、裕福な中産階級が中心となって納税拒否や銀行預金一斉引き出しといった形で抵抗運動が起こった。恐慌に発展することを恐れたイングランド銀行理事がウェリントン公爵に組閣を断念するよう説得に現れるほどの事態となった。結局ウェリントン公爵は組閣を断念し、グレイ伯爵が再組閣することになった。この一件以来、ウェリントン公爵は「二度と首相はやらない」と公言するようになった。
結局、選挙法改正問題は、選挙法改正法案に賛成する貴族院議員を新たに任命すべきというホイッグ党の要求をウィリアム4世がしぶしぶ受け入れたことで、ウェリントン公爵ら貴族院トーリー党が抵抗を諦め、1832年6月に第1次選挙法改正が達成されるという結果となった。
ホイッグ党はこの選挙法改正をはじめとして政治改革を多数行ったものの、それによってホイッグ党内の亀裂も徐々に深まり、1834年5月にはスタンリー卿（後のダービー伯爵）らが閣僚職を辞し、ホイッグ党から離党してダービー派を形成する事態となった。求心力低下を抑えがたくなったグレイ伯爵は7月に辞職し、後任にメルバーン子爵が就任したが、メルバーン子爵は人事案をめぐって国王ウィリアム4世と対立し、11月にも罷免された。

### 第2次ウェリントン公爵内閣とピールへの交代 (1834年-1835年)

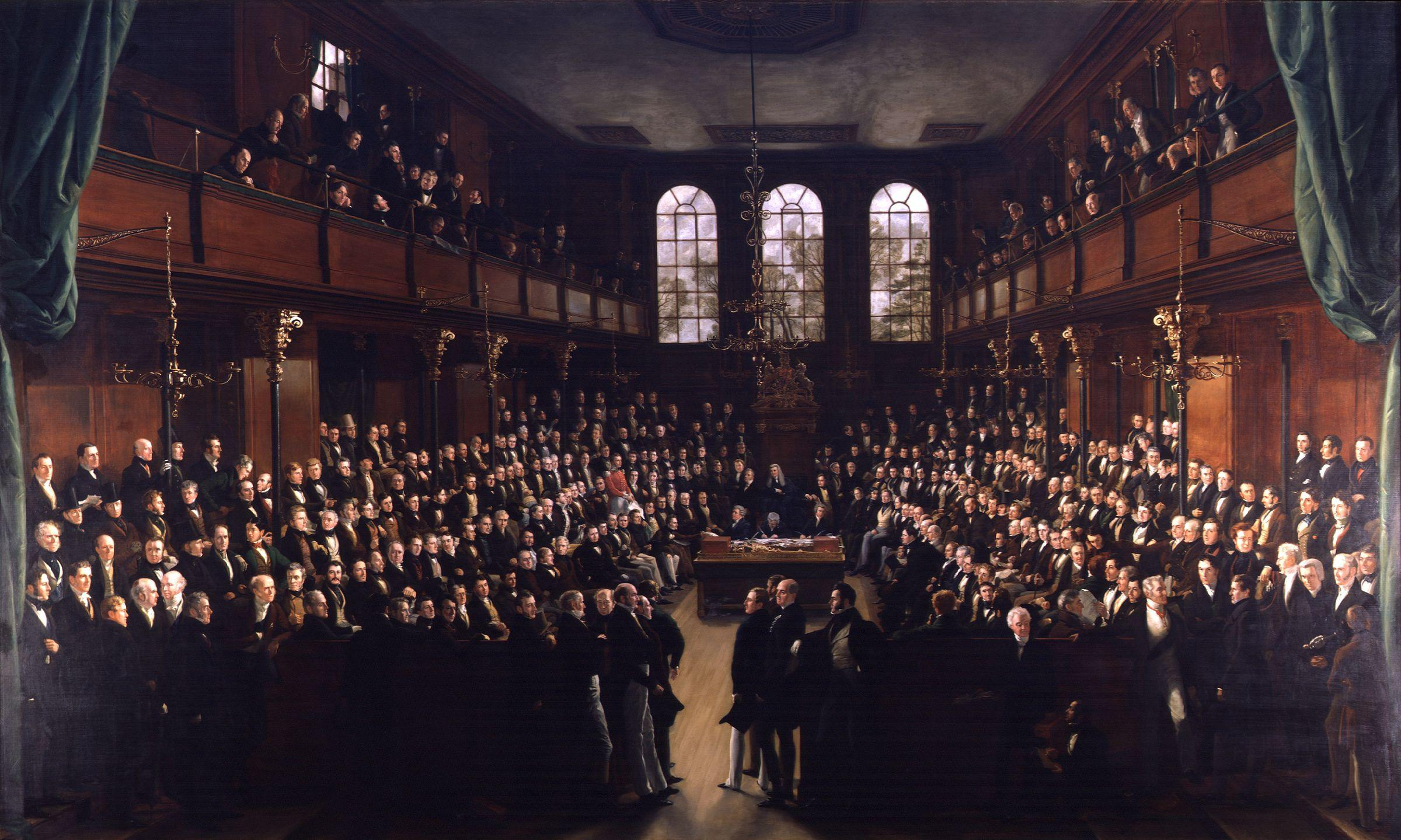
1833年の庶民院を描いた絵

この後、ウィリアム4世は保守党（1834年前後からトーリー党は保守党という名称を使用するようになる）党首ウェリントン公爵に組閣の大命を与えた。ウェリントン公爵は首相にはならないと公言していたから、保守党庶民院院内総務のピールに大命を与えるべきことを上奏した。
ただこの時ピールはイタリア旅行中であったため、彼が帰国するまでの暫定として首相を務めることは了解し、第2次ウェリントン公爵内閣を発足させた。この暫定政権の間にウェリントン公爵は国王ウィリアム4世や保守党幹部たちにピールを売り込み、ピールが首相・保守党党首としてスムーズにスタートを切れるよう尽力した。
12月にピールが帰国するとただちに首相職を辞し、首相・保守党党首の座をピールに譲った。そして第1次ピール内閣に外務大臣・貴族院院内総務として入閣した。だが、野党であるホイッグ党、急進派、オコンネル派（アイルランド議員）の連携でピール内閣は1835年4月にも総辞職に追い込まれ、ホイッグ党のメルバーン子爵が政権に返り咲いた。

### ヴィクトリア女王の即位と寝室女官事件 (1837年-1839年)

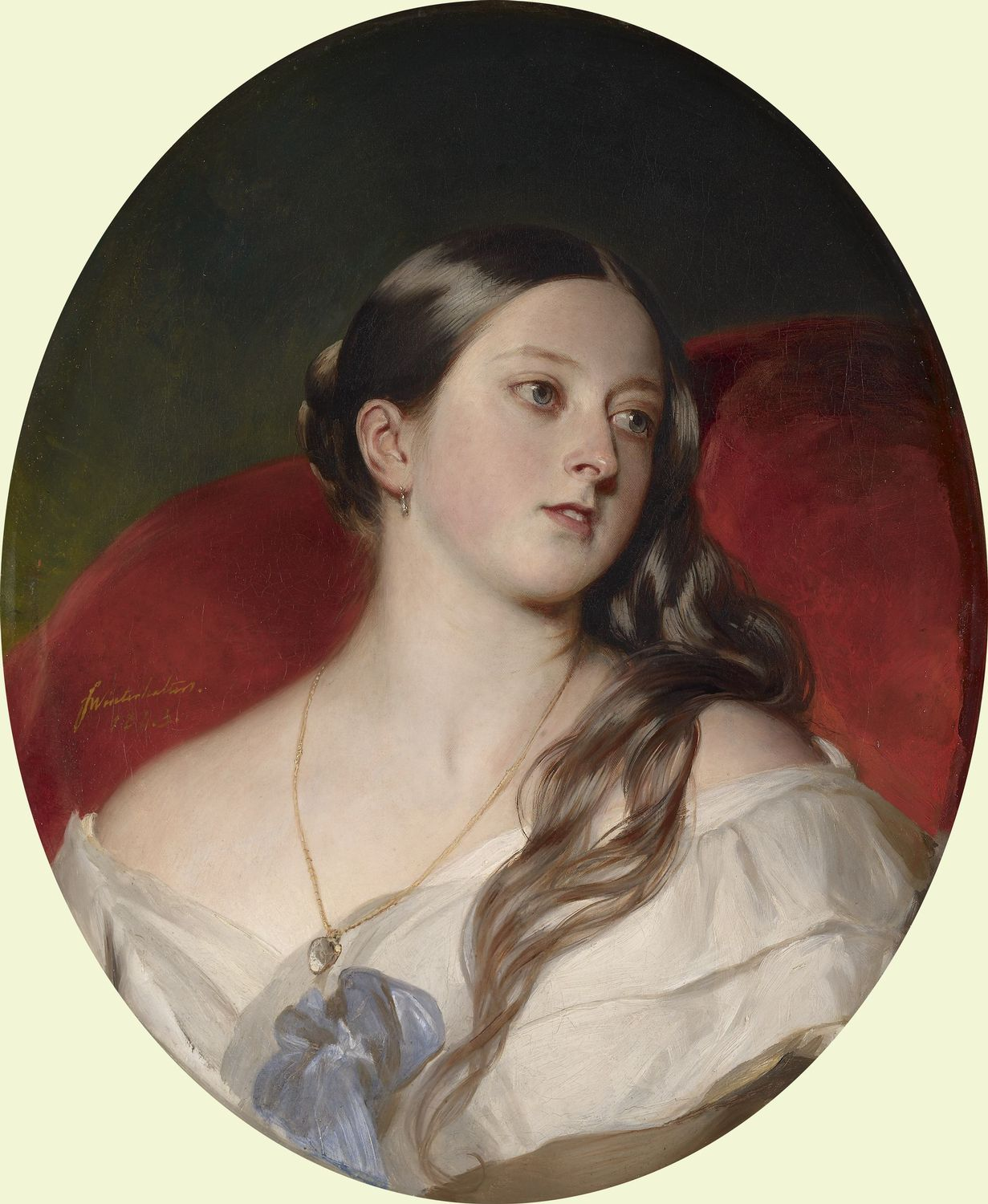
若き日のヴィクトリア女王を描いた絵画

1837年6月20日にウィリアム4世が崩御し、その姪である18歳のヴィクトリアが女王に即位した。同日開かれたヴィクトリア女王最初の枢密院会議にはウェリントン公爵も出席していたが、彼はその時の光景を「彼女はその肉体で自らの椅子を満たし、その精神で部屋全体を満たしていた」と表現している。
即位当初の女王は首相メルバーン子爵を偏愛したが、メルバーン子爵は妥協的関係にあった保守党や急進派の離反で求心力を落としていき、1839年5月7日に女王に辞表を提出した。この際にメルバーン子爵は保守党貴族院・院内総務であるウェリントン公爵を後任の首相に推挙した。
女王はその助言に従って5月8日にウェリントン公爵を召集したが、彼は「70過ぎの自分には首相の大任は務まりません。庶民院への影響力もありません」と拝辞し、代わりにピールに大命を与えるべきことを上奏した。またこの際女王はウェリントン公爵に「今後もメルバーン卿に諮問してよいか」と下問している。野党党首が宮廷で個人的に君主の相談役になるなど前代未聞であったが、ウェリントン公爵は女王の気持ちも察してこれを了承した（彼はメルバーンも一廉の議会政治家なのでメルバーン自身が拝辞するだろうと考えていたようである）。
だが同日午後に召集されたピールは大命を拝受しつつもメルバーン子爵が女王の相談役になることには反対し、女王の不興を買った。さらにその翌日にピールはホイッグ党議員の妻が大半を占める寝室女官をはじめとした女官の一部を保守党の議員の妻に入れ替える宮廷女官人事案を女王に提出したが、女王は女官の人事は女王の私的人事と称してこれに強く反対し、ピールと女王の間で激しい政治闘争が発生した。
ウェリントン公爵はなんとか二人の仲を取り持とうと尽力したものの、二人はお互い引く様子を見せなかった。結局ウェリントン公爵はピールに大命を拝辞することを勧め、ピールはメルバーン子爵が引き続き首相を務めることに同意するに至った。ウェリントン公爵もメルバーン子爵になるべく協力することを約束することになった
この事件は寝室女官事件と呼ばれる。

### 晩年 (1839年-1852年)

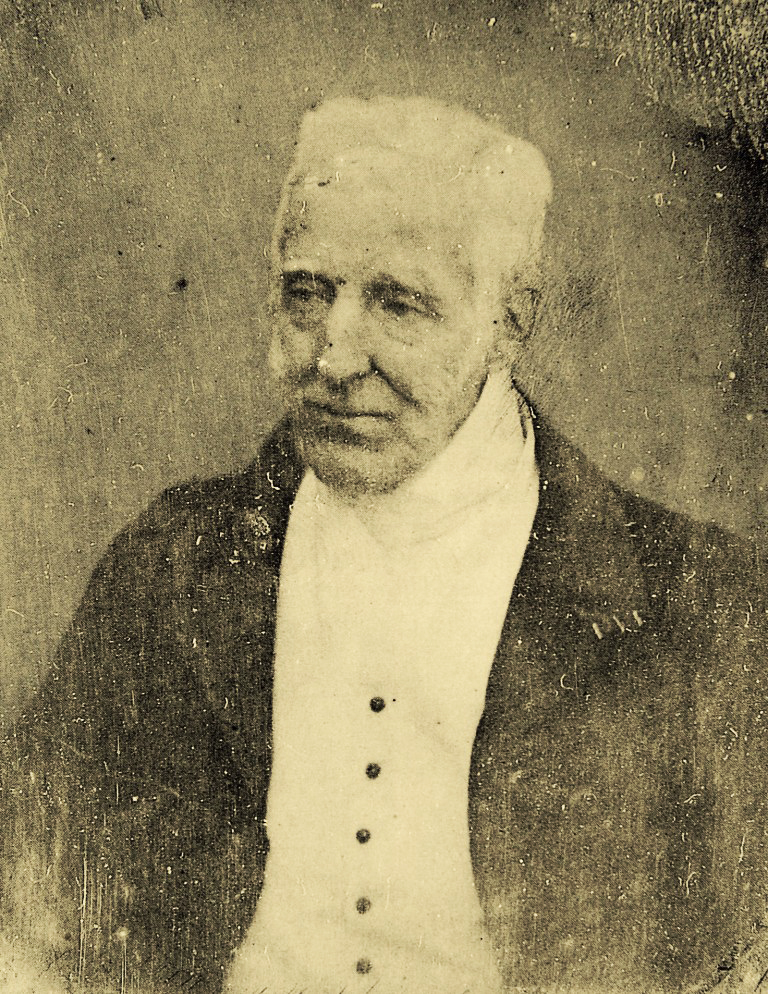
ウェリントン公爵のダゲレオタイプ（1844年）

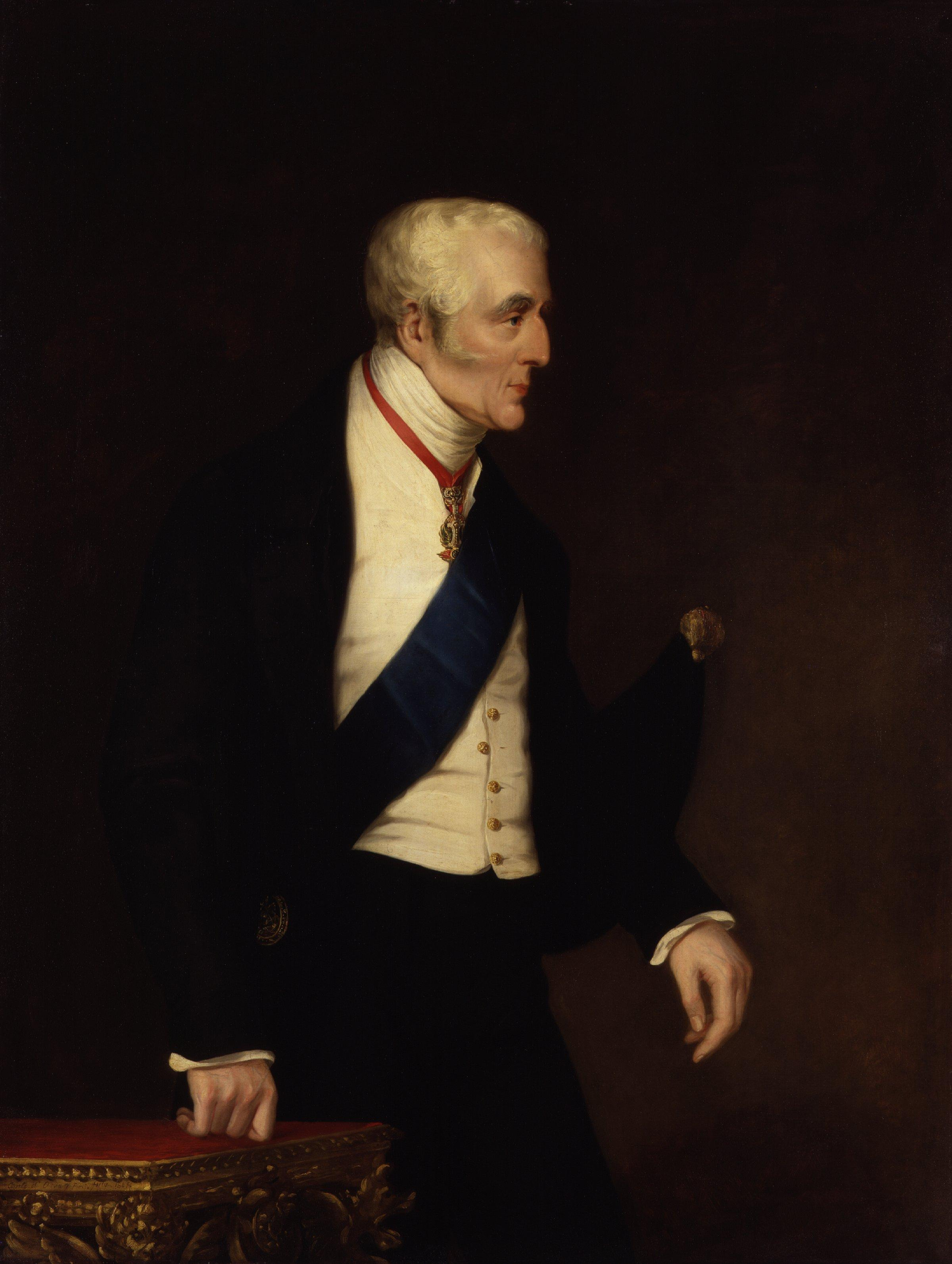
晩年のウェリントン公の肖像画（アルフレッド・ド・オルセー画）

寝室女官事件によりもうしばらく政権を担当することになったメルバーン子爵だったが、1841年の解散総選挙でホイッグ党が保守党に敗れた結果、1841年8月に召集された新議会で敗北し、総辞職に追い込まれた。
同年9月にも第2次ピール内閣が発足し、ウェリントン公爵は無任所大臣として入閣した。1845年12月に穀物法廃止問題が浮上すると当初ウェリントン公爵は穀物法廃止に反対したが、最終的には「善き政府こそが穀物法や諸政策などより重要なものであり、サー・ロバート・ピールが女王と公共の信頼を得てその責務に耐え、またこれを全うできる力を持つ限り、彼は支持されてしかるべきである」と論じて支持した。穀物法廃止法案が庶民院を通過した後の貴族院第2読会において「君主と庶民院なくしては何も実現できない」と貴族院議員たちに支持すべきことを訴え、法案の貴族院通過に貢献した。
穀物法廃止後、保守党はピールら自由貿易派とスタンリー卿（後のダービー伯爵）ら保護貿易派に分裂したが、ウェリントン公爵はそのどちらにも参加せず、保守党貴族院院内総務の地位をスタンリー卿に譲ると自身は中立派の席に座った。
貴族院に巨大な影響力を持つウェリントン公爵はピール内閣崩壊後に成立したホイッグ党政権のジョン・ラッセル卿内閣からも頼りにされ、王室を通じてたびたび協力を要請された。ウェリントン公爵の支持のおかげでラッセル内閣は航海条例廃止法案をはじめとする改革法案を貴族院通過させることができた。
一方陸軍においては1842年に再び陸軍総司令官に就任し、死去する1852年まで務めた。ただこの頃にはウェリントン公爵はだいぶ老衰しており、耳も遠くなっていたという。かつて盟友であったプロイセンのブリュッヘルが当時72歳という高齢でワーテルロー会戦の指揮を取っていたことを揶揄したウェリントン公爵も、自身の能力の衰えには分不相応な要職に就いていたのは皮肉である。子孫である第7代ウェリントン公爵によれば「陸軍総司令部への出勤は一苦労だった。馬から降りる姿は痛ましい以外の何物でもなかった。やっとデスクに付くと小言と居眠りだけで一日を過ごした」という状態だったといい、彼は「晩年に陸軍総司令官の職務を引き受けたことは彼の人生の最大の誤りだった」と評している。
このころ陸軍について正規兵の不足などが問題視されていたが、保守的なウェリントン公爵はあらゆる軍制改革に慎重だった。それによって軍隊の統帥権が国王から陸軍大臣に移り、軍隊が議会のものになってしまうことを恐れたためである。その結果、イギリス陸軍の抱えた問題点は旧態依然としたまま残ってしまうことになる。それでも当時の中国やインド、ビルマ、アフガニスタンを（半）植民地化するには十分であったものの、ヨーロッパ列強の正規軍としては劣弱であることがクリミア戦争で証明される形となった。

### 死去 (1852年)
1852年9月14日にケントのウェルマーの城で死去。83年の生涯だった。葬儀は11月18日にセント・ポール大聖堂で行われた 。
死の11日ほど前に友人に「戦争するということと生きていくことは同じことだ。それは知らないことを知ろうと努めること、つまり丘の向こうにあるものを知ろうとすることだからだ」という言葉を残した。

## ギャラリー
- スコットランド・エジンバラにあるウェリントン公爵と愛馬コペンハーゲンの像
- ロンドン・王立取引所前にあるウェリントン公爵と愛馬コペンハーゲン像。
- ロンドン・ギルドホールの大ホールにあるウェリントン公爵像。
- ノリッジ大聖堂（英語版）にあるウェリントン公爵像
- マンチェスター・ピカデリー・ガーデンズ（英語版）にあるウェリントン公爵像
- スコットランド・グラスゴーにあるウェリントン公爵騎馬像。像の頭にロードコーンを被せる悪戯が伝統となっている。
- ロンドン・セント・ポール大聖堂のウェリントン公爵の墓
- ロンドン・ハイド・パークにあるウェリントン・アーチ（英語版）
- アイルランド・ダブリンにあるウェリントン記念碑（英語版）
- ウェリントン公爵の名を冠したロンドンの老舗パブ「ザ・ウェリントン」

## 人物・評価

### 軍人として

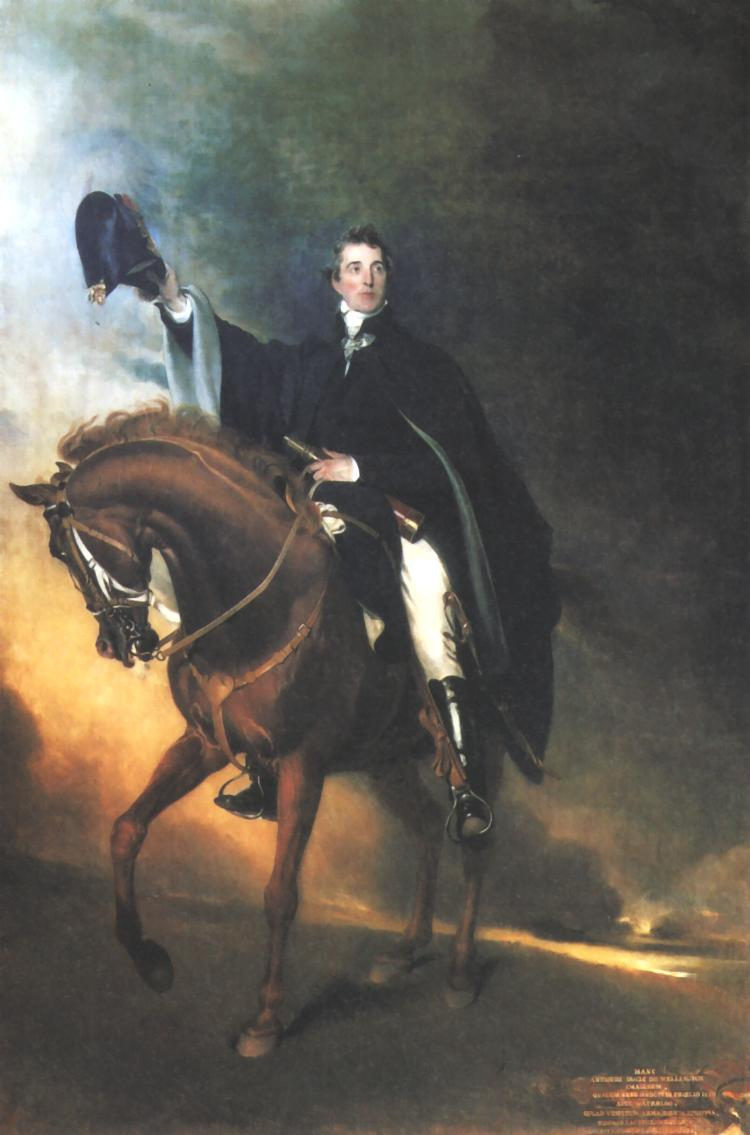
ウェリントン公爵と愛馬コペンハーゲンを描いた肖像画（トーマス・ローレンス画）。

補給線を伸ばしすぎないように後退して防備を固め、守備戦で敵を撃退することが多かった将軍である。「偉大な将軍の資質は、後退が必要な時にその事実を認めて実行する勇気があることだ」と語った。
ウェリントン公爵はナポレオンと違い、自らの戦勝や功績を大げさに語ることがなかった。ワーテルローの戦いの勝因も「ナポレオンが戦術らしい戦術を使わなかった。フランス軍が従来通り縦隊で進軍してきて従来通り撃退されただけ。それでも苦しい戦いだった。あと少しで負けるところだった」と謙虚な説明をしていた。年老いたウェリントン公爵がハイド・パークを歩行中、身体を支えてくれた通りすがりの人にお礼を述べた際、その通行人は「この世で最も偉大な人物に手を差し伸べられる日が来るとは思いませんでしたよ」と述べたが、それに対してウェリントン公爵は「馬鹿げたことを言いなさんな」と答えたという。
常にイギリス紳士たる自覚を持ち、敗者に対しても寛容であった。その精神はインドの征服地や敗戦国フランスに対しても発揮された。ウェリントン公爵は「戦争が終結したら全ての敵意を忘れねばならない。敵を許さなければ戦争は永遠に続く。大英帝国の政策が些細な悪感情に影響されることがあってはならない」と語っている。
しばしば略奪を働く隷下の兵士たちを「酒を飲むために応募した人間の屑」と呼ぶことがあった。一方彼らの勇敢さはウェリントン公爵も認めるところであり、「粗暴だが勇敢で任務に忠実な兵士たちは、軍事的教養以外にも大事なものを持っている紳士たちに指揮されることによって戦場で大きな力を発揮する」と主張していた。
ただウェリントン公爵の隷下の指揮官たちは軍事教育をほとんど受けておらず、ウェリントンも彼らの能力をあまり高く評価していなかった。そのためワーテルローの戦いにおいても、彼自身が旅団・大隊ランクにまで直に命令を発していた。
戦場ではあまり派手な軍服は着たがらず、全体的に控えめな格好をしていることが多かった。
ナポレオン戦争後の後半生は政界での活動が多くなったが、ウェリントン公爵自身は軍務の方を愛しており、政治家や民間人と付き合うのは好きではなかったという。

### 政治家として

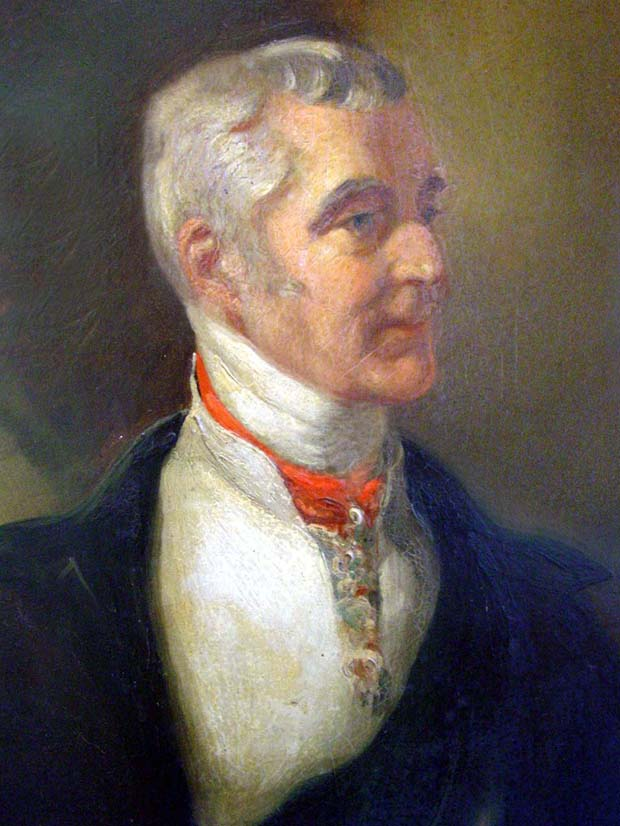
1839年に描かれたウェリントン公爵の肖像画（ジョージ・ハイター画）

政治家としては時代の進歩的理念に同調できなかった政治感覚の鈍い人物と評価されることが多いが、それは彼が政治以外の場での功績によって政界の中枢となった軍人首相であり、庶民院での議会政治家としての経験が足りなかったことに起因している。
しかし政治家としては色々と利点も備えていた。まずナポレオンを倒した英雄として各方面から広く人望があったことである。特に貴族院は彼を困らせようとは決してしなかった。その貴族院への絶大な影響力により、王室や時の政府（トーリー・ホイッグ問わず）からも長く頼りにされ続けた。またロバート・ピールという改革に前向きな補佐役を有していたため、保守的ながらも改革に対して常に後ろ向きというわけではなかった。
政治思想面では国制護持を重視していた。とりわけ貴族院の権限を低下させられる事態と、軍隊の統帥権が王から陸軍大臣に移ることで軍隊が議会のものになってしまう事態を極度に恐れた。その立場から君主と庶民院が承認した法案については貴族院も通過できるよう取り計らうことを心がけていた（貴族院改革の動きが発生しないよう）。第一次選挙法改正も穀物法廃止も彼のこの妥協精神によって実現できたものだった。統帥権に関してはあらゆる軍制改革を拒否することによって統帥権を君主に留まらせたため、軍の弱体化も招いた。常に大衆の革命を恐れており、大衆を憎んでいた。1830年代には「私は大衆が嫌いだ。私は悪い時期、嫌な光景が大衆によって作り出されてきたのをこれまでに何度も見た」と側近に漏らしている。
筆まめな人物であり、膨大な量の書簡を残している。書簡を本として編纂し出版したこともある。また議会演説集も出版している。

## 逸話

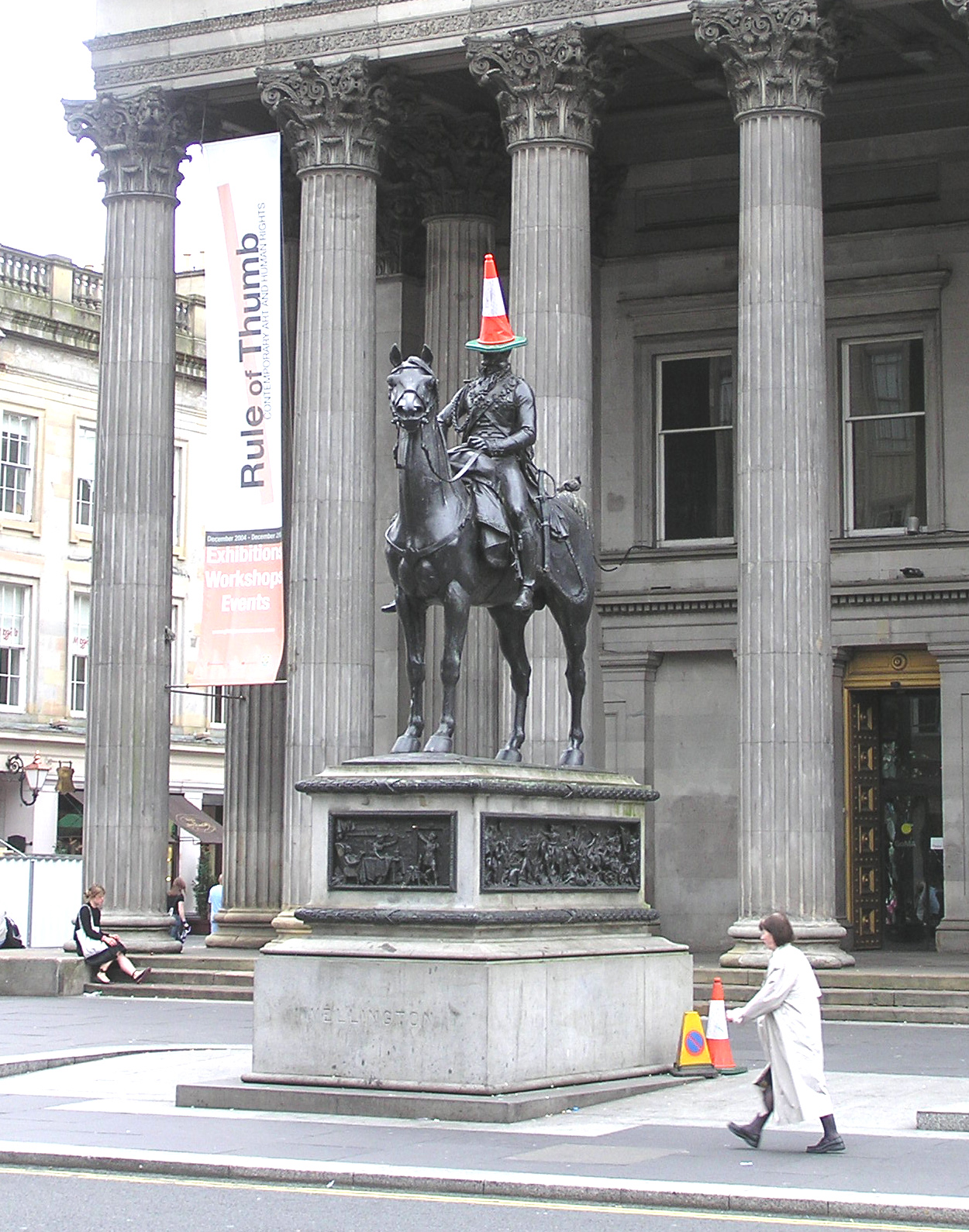
カラーコーンを載せられるグラスゴーのウェリントン公爵像

- 足首の上までの長さのブーツを愛用していた。これは彼のトレードマークの一つとなり、ウェリントン・ブーツという言葉が広まった[219]。
- 鷲鼻からノージーとあだ名されていた[219]。この特徴的な顔のおかげで、（写真が登場する以前の時代の人物としては珍しいことだが）人々からよく顔を認知されていたという[218]。
- 彼の父や兄がマスターを務めていたフリーメイソンの第494トリム・ロッジに所属していた。このロッジ以外のメイソンの会合には参加しなかった[220]。
- ウェリントン公爵の部下の兵士にトマス・アトキンスという勇敢な兵士がおり、彼に感銘を受けていたウェリントン公爵は国務大臣を務めていた頃、陸軍法規に兵士代表として「トマス・アトキンス」の名前を記載した。これがきっかけとなり、イギリス兵のことを「トマス・アトキンス（トミー・アトキンス）」、もしくは「トミー」と呼ぶ習慣が生まれた[219]。
- 1971年から1990年までイングランド銀行が発行していた「シリーズD」の5ポンド紙幣の裏面に肖像が使用されていた[221][222]。
- ウェリントン公爵は1830年9月15日に、世界で最初の実用的な蒸気機関車による鉄道として開通したリバプール・アンド・マンチェスター鉄道の開業式に首相として出席した。首相にとって政敵ともいえるウィリアム・ハスキソンは鉄道の実現に向けて貢献した人物でやはり開業式に出席し、記念列車で首相に同乗した。途中駅で機関車の給水のために停車した際に、係員の制止を聞かずに来賓たちは線路上に降りて談笑を始め、ハスキソンは首相と和解して今後の協力を約し握手をしていたとされる。しかし後続列車が進入してきて逃げ遅れたハスキソンは轢かれて命を落としてしまった。以降の儀式の中止も検討されたが、ウェリントン公爵がマンチェスターを訪れないのは困ると説得され、結局予定通りとされている[223]。
- 2013年現在、グラスゴー市内にはウェリントン公爵の騎馬像が存在する。この騎馬像は、市民からカラーコーンを載せられるなど、しばしばイタズラの対象とされていること、また、それを許容する文化が形成されるなど市民に親しまれる存在となっている[224]。
- 牛ひれ肉のパイ包み焼はビーフ・ウェリントンと呼ばれており、初代ウェリントン公爵が料理の由来になっているといわれている[225]。

## 栄典

### イギリス

#### 爵位
すべて連合王国貴族。
- ウェリントンのドゥロ男爵 - 1809年9月4日[226][227]
- タラヴェラおよびウェリントンのウェリントン子爵 - 1809年9月4日[226][227]
- ウェリントン伯爵 – 1812年2月[226][227]
- ウェリントン侯爵 – 1812年[226][227]
- ドゥロ侯爵 – 1814年5月[226][227]
- ウェリントン公爵 – 1814年5月[226][227]e

#### 勲位・名誉職など
- バス勲章ナイト・コンパニオン - 1804年9月1日[36][226]（1815年1月2日、バス勲章の制度改正[228]に伴い同ナイト・グランド・クロス[229][226]）
- イギリス枢密顧問官 - 1807年4月8日[45][226]
- アイルランド枢密顧問官（英語版） - 1807年4月21日[226]
- ガーター勲章 騎士 - 1813年3月4日[86][226][227]
- 半島戦争の従軍記章（Army Gold Medal）
- ハンプシャー統監および主席治安判事（英語版） - 1820年12月19日[226]〜1852年[227]
- ジョージ4世の戴冠式におけるイングランド大司馬 - 1821年7月19日[226][227]
- ロンドン塔管理長官（英語版）・タワー・ハムレッツ統監（英語版） - 1826年12月29日[226]〜1852年[227]
- ドーヴァー城管理長官・五港長官（英語版） - 1829年1月20日[226]〜1852年[227]
- ウィリアム4世の戴冠式におけるイングランド大司馬 - 1831年9月8日[226][227]
- オックスフォード大学 総長 - 1834年1月29日[226]〜1852年[227]
- ヴィクトリア女王の戴冠式におけるイングランド大司馬 - 1838年6月28日[226][227]
- 土木技術者協会 名誉会員
- 王立協会 フェロー - 1847年11月25日[230]

### 外国

#### 爵位
- ポルトガル: ヴィメイロ伯爵 - 1811年10月18日[226][227]
- スペイン: シウダード・ロドリゴ公爵、一級グランデ - 1812年1月[226][227]
- ポルトガル: トレシュ・ベドラシュ侯爵 - 1812年[226][227]
- ポルトガル: ヴィトーリア公爵 1812年12月18日[226][227]
- オランダ: ワーテルロー公（オランダ語版） 1815年7月18日[226][227]

#### 勲章
- ポルトガル: 塔および剣勲章（ポルトガル語版） 大十字騎士 - 1811年10月18日[226][227]
- スペイン: 聖フェルナンド桂冠十字章（スペイン語版） 大十字騎士 - 1812年4月11日[226][227]
- スペイン: 金羊毛勲章 騎士 - 1812年8月7日[226][227]
- オーストリア: マリア・テレジア軍事勲章 大十字騎士 - 1814年2月5日[226][227]
- スウェーデン: 剣勲章（スウェーデン語版） 大十字騎士 - 1814年2月5日[226][227]
- ロシア: 聖ゲオルギー勲章（ロシア語版） 大十字騎士 - 1814年3月4日[226][227]
- プロイセン: 黒鷲勲章 大十字騎士 - 1814年3月4日[226][227]
- オランダ: ヴィレム軍事勲章（オランダ語版） 大十字騎士 - 1815年4月30日[226][227]
- デンマーク: 象勲章 騎士 - 1815年7月[226][227]
- ザクセン: Hausorden der Rautenkrone 騎士 - 1815年7月27日[226][227]
- バーデン: Hausorden der Treue 騎士 - 1815年7月[226][227]
- サルデーニャ: 聖アヌンツィアータ勲章 騎士 1815年7月[227]
- フランス: 聖霊勲章（フランス語版） 騎士 - 1815年11月27日[226][227]
- ハノーファー: ロイヤル・ゲルフ勲章（英語版） 大十字騎士 - 1816年3月[226][227]
- スペイン: 聖ヘルメネギルド勲章（スペイン語版） 大十字騎士 - 1817年[226][227]
- 両シチリア: 聖ジェナーロ勲章（イタリア語版） 騎士 - 1817年7月16日[226][227]
- 両シチリア: 聖フェルディナンドおよび功労勲章（イタリア語版） 騎士 - 1817年7月16日[226][227]
- バイエルン: マックスヨーゼフ軍事勲章（ドイツ語版） 大十字騎士[226][227]
- スペイン: カルロス3世勲章（スペイン語版） 騎士 [226][227]
- プロイセン: 赤鷲勲章（ドイツ語版） 大十字騎士
- ロシア: 聖アレクサンドル・ネフスキー勲章 騎士[227]
- ロシア: 聖アンドレイ勲章（ロシア語版） 騎士[226][227]
- バーデン: ツェーリング獅子勲章（ドイツ語版）[227]
- ヘッセン: 金獅子勲章（ドイツ語版）[227]
- ヴュルテンベルク: 軍事功労勲章（ドイツ語版）[227]

## 家族
1806年に第2代ロングフォード男爵エドワード・パクナムの娘キャサリン・パクナムと結婚し、彼女との間に以下の2子を儲けた。
- 第1子（長男）第2代ウェリントン公爵アーサー・リチャード・ウェルズリー（1807-1884）：政治家
- 第2子（次男）チャールズ・ウェルズリー卿（1808-1858）：政治家

## ウェリントン公爵を演じた人物
- ジュリアン・グローヴァー：『ヴィクトリア女王 世紀の愛』（2009年、イギリス映画）[232]
- カエタノ・マルティネス・デ・イルホ（スペイン語版）：『宮廷画家ゴヤは見た』（2006年、スペイン、アメリカ映画）[232]
- ヒュー・フレイザー：『炎の英雄 シャープ』（1993年-1997年、ITV制作のテレビドラマ）[233][注釈 5]
- ローレンス・オリヴィエ：『レディ・カロライン』（1972年、アメリカ映画）[232]
- クリストファー・プラマー：『ワーテルロー』（1970年、イタリア、ソ連映画）[232]
- ジョン・ネヴィル：『勇将ジェラールの冒険（英語版）』（1970年、イギリス映画）[232]
- トリン・サッチャー：『奇跡（英語版）』（1959年、アメリカ映画）[232]
- ヴァルデマール・ライトゲープ（ドイツ語版）：『ロスチャイルド家』（1940年、ナチス・ドイツ映画）[232]
- ジェームス・デール：『ヴィクトリア女王（英語版）』（1937年、イギリス映画）[232]
- ジョージ・アーリス：『風雲の欧羅巴（英語版）』（1934年、イギリス映画）[232]